# San Fernando de Henares
San Fernando de Henares, tradicional e históricamente conocido como "Real Sitio" de San Fernando, es un municipio situado al este de la Comunidad de Madrid, a unos 15 kilómetros al este de la capital. Se encuentra ubicado en el Corredor del Henares y forma parte del área metropolitana de Madrid. Parte de su término está incluido dentro del parque regional del Sureste. Tiene una extensión de 39,29 km² y una población de 38 974 habitantes (2023).

## Toponimia

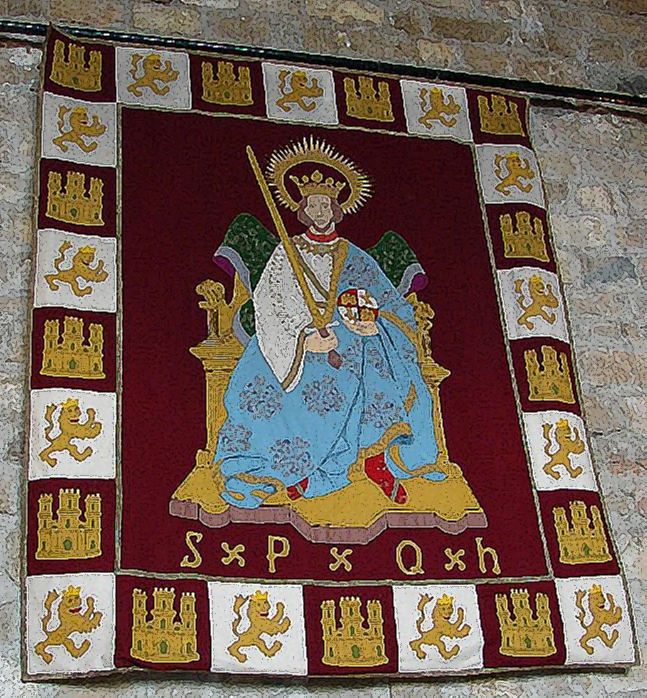
Fernando III en un estandarte

El nombre de San Fernando es usado en honor al santo patrón del fundador del Real Sitio Fernando VI de España, cuya onomástica corresponde a la de otro rey del medievo Fernando III de Castilla, llamado el Santo; y el complemento de Henares proviene del río Henares, si bien río más vinculado al devenir histórico del municipio, ha sido el río Jarama, que bordea el casco urbano por el este, no en vano, el municipio se denominó "San Fernando de Jarama" hasta que en 1916, el ayuntamiento pleno, sin una justificación aparente, decide cambiar el apellido fluvial, por el del río Henares.
Existe el debate actualmente, sobre si el municipio debiera pasar a llamarse "Real Sitio de San Fernando de Jarama", en coherencia con sus devenir histórico y vinculación del pueblo con el río Jarama, si bien, su coste y trastorno para los vecinos, lo desaconseja por razones prácticas.

## Símbolos
El escudo heráldico que representa al municipio fue aprobado oficialmente el 2 de junio de 1977 con el siguiente blasona:

«De sinople, un palacio de oro, mazonado de sable y aclarado de gules, surmontado de corona real cerrada y en la punta el anagrama F. VI (Fernando VI) de oro.»
Boletín Oficial del Estado nº 160 de 6 de julio de 1977

Entre 1868 y 1977 el ayuntamiento utilizó como emblema de la institución y escudo del municipio, el sello heredado de la Real Administración del que fuera Real Sitio de San Fernando hasta la constitución del ayuntamiento y el municipio en el referido año. Dicho emblema consistía en dos ramas de laurel enlazadas, con el anagrama FVI (Fernando VI) entre ambas, todo ello montado por corona real cerrada. Actualmente este símbolo está oficialmente suprimido por el Ayuntamiento.
La descripción textual de la bandera, aprobada el 5 de junio de 1997, es la siguiente:

«Proporciones 2:3. Paño del color rojo, atravesado diagonalmente desde el ángulo superior del asta al inferior del batiente por una franja ondulada de color azul de un ancho equivalente a 1/8 de la altura del paño, y bordeada de color blanco con un ancho equivalente a 1/5 del ancho de la franja. Lleva sobrepuesto en el centro el escudo timbrado del Municipio.»
Boletín Oficial del Estado nº 267 de 7 de noviembre de 1997

## Historia

### Prehistoria
Existen vestigios del periodo paleolítico y neolítico en la zona, habiéndose encontrado un hacha cuarcita, fondos de cabaña con diversos objetos y tres molinos, dos de granito y uno de papel.
En el Museo Arqueológico Regional de la Comunidad de Madrid, en Alcalá de Henares se exponen restos del yacimiento Camino de Yeseras, con materiales calcolíticos y alguna pieza campaniforme de muy alta calidad.

### Edad Antigua
Los primeros indicios de la Edad Antigua fueron restos romanos, exactamente unas cerámicas de barniz morado. Esto podría ser debido a que San Fernando se encontraba dentro de los territorios de Complutum, la actual Alcalá de Henares. También se encuentran objetos más modernos, pero también romanos, del siglo III, y son villas romanas, situadas en la confluencia de los ríos Henares y Jarama. También se ha encontrado una lápida funeraria. Esta dice:

A los dioses manes. Lucio Cornelio Quieto, de 60 años aquí yace. Séate la tierra leve.

### Edad Media
En el municipio de San Fernando no se han encontrado restos de presencia visigoda, solo lo que podría ser una especie de basurero, cerámicas y se documentó almacenamiento de cereales.
En cuanto a la presencia árabe, se sabe que han estado presentes en el municipio. La toponimia del soto y Castillo de Aldovea es de ascendencia árabe, y se han encontrado tierras de secano de estos en el municipio.
Durante la Reconquista, San Fernando pasa a formar parte inicialmente al Reino de Castilla, pero, en el año 1109 los almorávides toman Alcalá y las tierras cercanas, incluida San Fernando. Pero, finalmente en el año 1118, San Fernando vuelve a formar parte del reino de Castilla. Tras esto, San Fernando queda enmarcada en la comunidad de villa y tierra de Alcalá de Henares.
En 1481 se funda Torrejón de la Ribera. Este topónimo podría haber surgido por la presencia de un torreón creado para la Reconquista. Este emplazamiento es cedido al conde de Barajas, aunque no se sabe cuándo.

### Edad Moderna
Debido a las necesidades de abastecimiento de Madrid, se hacen tierras de cultivo en la zona, y se comienzan tareas de labranza. En esos tiempos surgen problemas fronterizos entre el alfoz de Madrid y las ya segregadas tierras del conde de Barajas. En 1571 se establecen moriscos en el pueblo, pero tras una rebelión, se decide segregarlos por todo el reino. En el siglo XVII, Torrejón de la Ribera forma parte de la jurisdicción del marqués de Buenavista. Torrejón de la Ribera era por entonces un simple caserío, en el que vivían unas 50/60 personas, y era una zona malsana, con gran parte de sus vecinos enfermando constantemente y asaltando carruajes que pasaban por la carretera.
Entonces se aprueba la creación de una fábrica de tapices para la realeza. Esto se debe a la renovación económica que se produce en España durante el siglo XVIII de la mano del Reformismo borbónico. La producción industrial española era insuficiente y el comercio colonial se hallaba en manos de extranjeros, estos factores provocaron la intervención de la Corona que se ocupó de la inversión económica y de la creación de nuevas industrias.

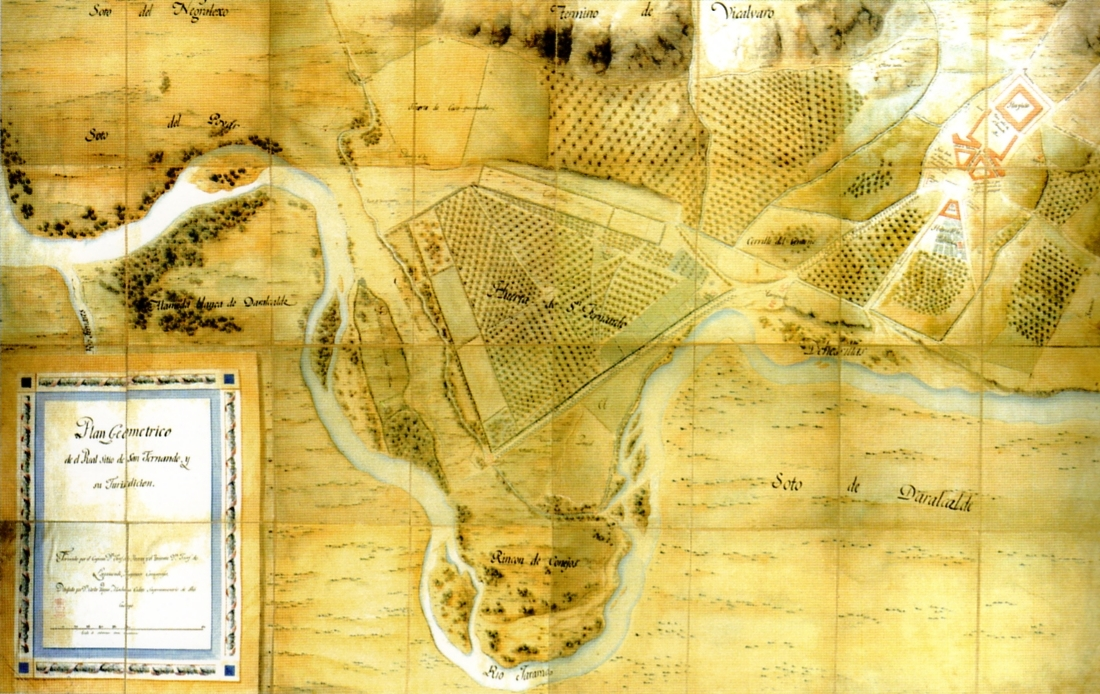
Plano geométrico del Real Sitio de San Fernando y su jurisdicción de 1804, por Carlos Vargas Machuca

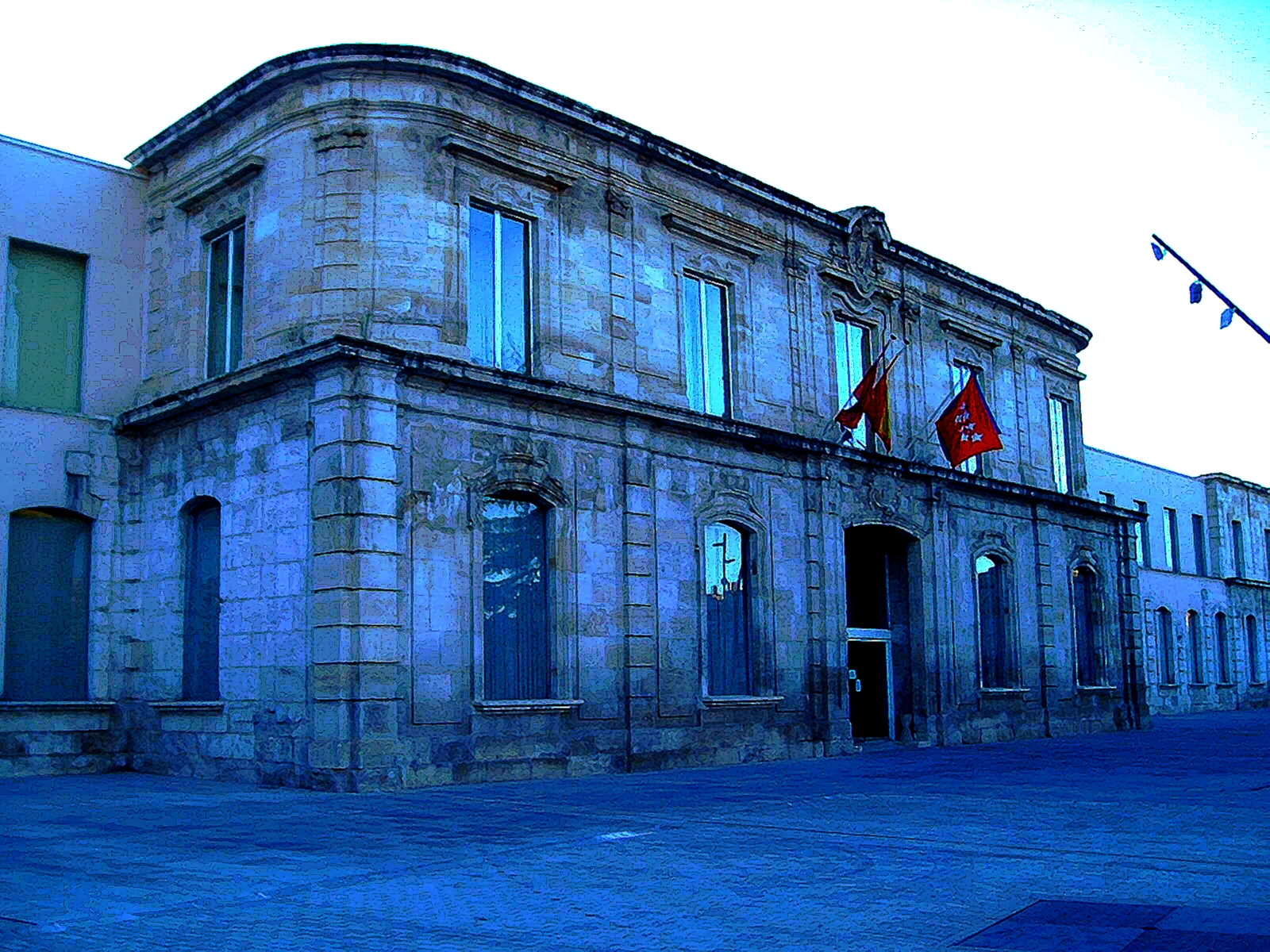
Cuerpo Central de la Fachada Principal de la Real Fábrica, actual sede del Ayuntamiento

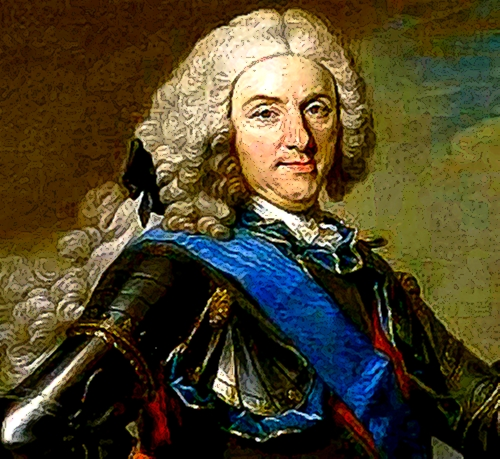
Felipe V rey de España

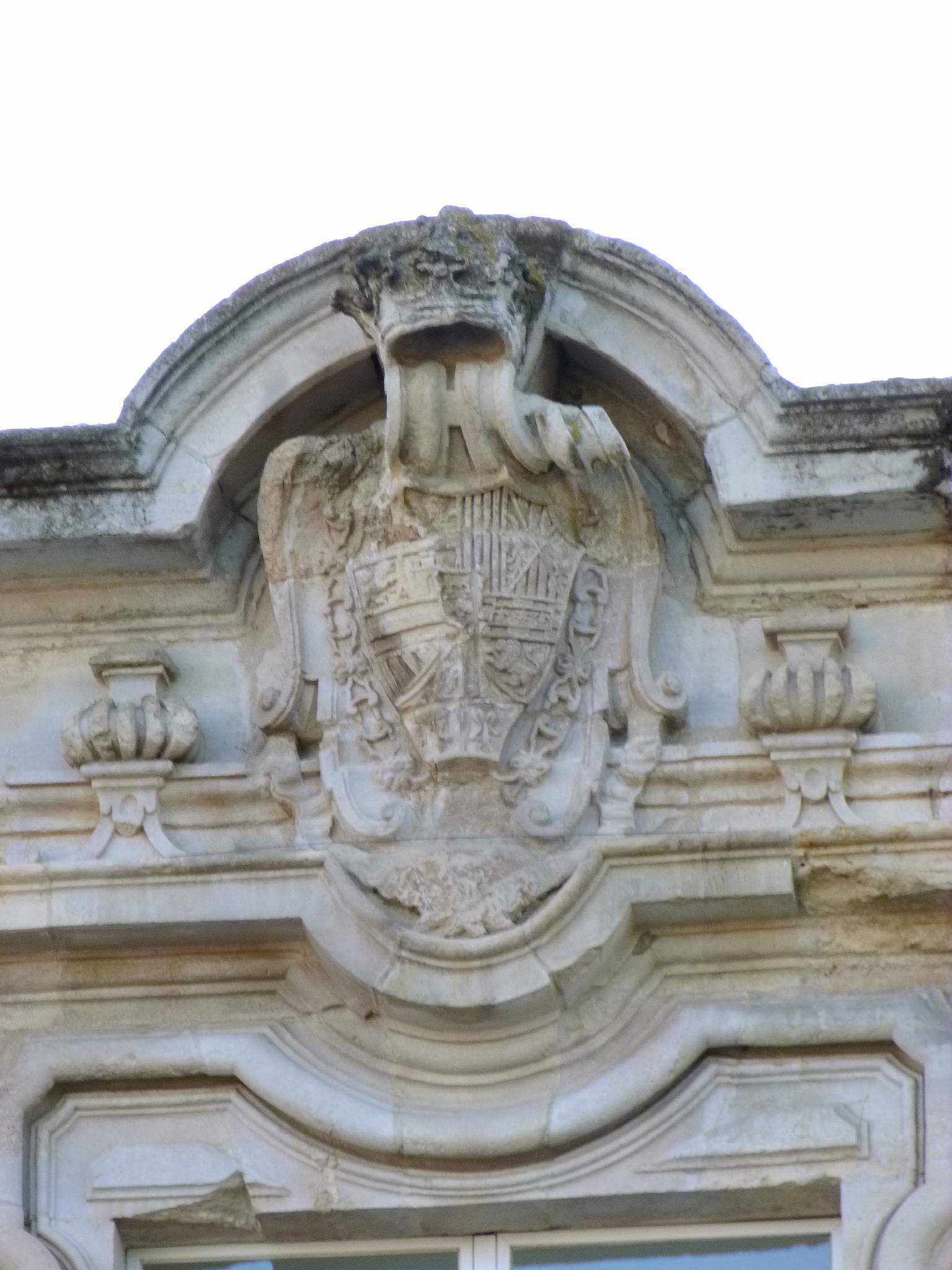
Escudo Real de España esculpido sobre el balcón principal en el eje del cuerpo central de la fachada de la Real Fábrica de Paños

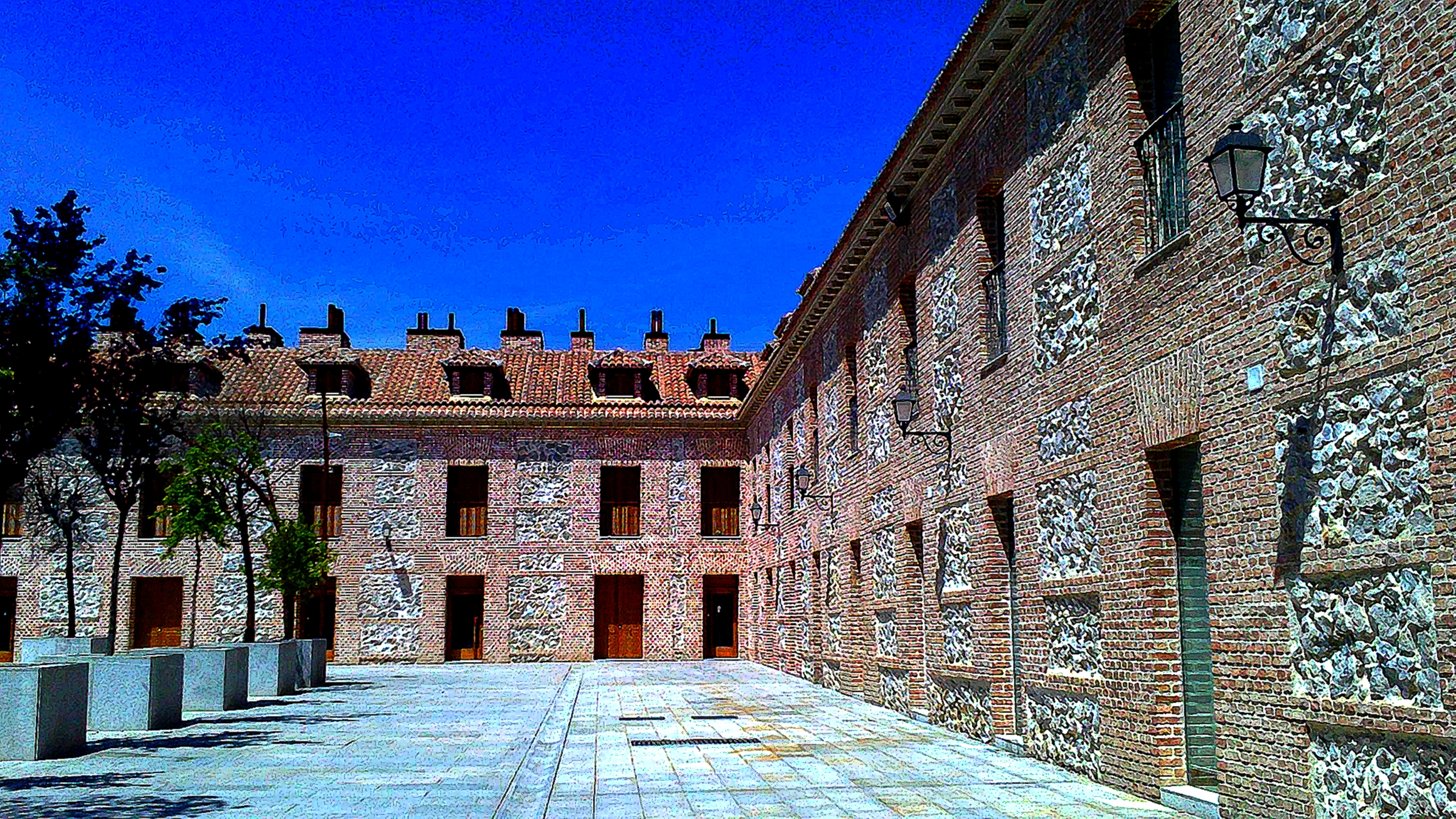
Casas de los operarios de la Real Fábrica de Paños, recientemente restauradas en 2012

Este es el caso de San Fernando de Henares, ya que Felipe V de España, en uno de sus últimos actos de gobierno, dispone mediante un real decreto fechado el 29 de junio de 1746 la compra del lugar de Torrejón de la Ribera para el establecimiento de una fábrica de paños superfinos, y no tener que depender de importaciones extranjeras. Su sucesor, Fernando VI toma posesión del lugar el 30 de agosto y nombra como gobernador del mismo a Teodoro Ventura de Argumosa, caballero de la Orden de Santiago y Caballerizo de S.M., gran conocedor de las modernas técnicas de producción textil de los países europeos.
El creador del proyecto de aquella nueva ciudad es aún desconocido, aunque por su similitud con otros edificios y poblaciones industriales realizadas a lo largo del siglo XVIII se puede intuir que su trazado estuvo a cargo del Real Cuerpo de Ingenieros Militares, creado por Felipe V y autores de la Real Fábrica de Tabacos de Sevilla y de la Real Fábrica de Paños de Guadalajara, entre otras.
El edificio de la Real Fábrica de Paños, se sitúa ocupando el frente Noroeste de la actual plaza de España, en el tramo en que aquella estaba atravesada por la desaparecida calle de Pavía, hoy integrada en el conjunto peatonal de la plaza. Se trataba de una construcción industrial del periodo ilustrado, organizada en planta cerrada y cuadrada en torno a un gran patio central, en el que se ubicaba una fuente, estaba proyectado para posibilitar la realización del dicho proceso de fabricación de paños, al tiempo que proveía de iluminación y ventilación natural a las crujías interiores del edificio. La perfecta simetría de la composición se marca exteriormente mediante un cuerpo central situado en el eje, que avanza sobre el plano de la fachada principal a modo de "avant corps" característico de los palacios franceses de la época. En el centro de dicho cuerpo se sitúa la entrada principal y zaguán. Presenta la edificación dos alturas más bajo cubiertas y planta sótano distribuidas entre crujías. El sótano se destinaba a almacén, y solo la nave oriental correspondiente con la fachada principal contaba con dicho sótano. La planta baja albergaba todas las dependencias destinadas al proceso de producción, administración y capilla. La planta alta estaba ocupada por almacenes, tendederos de lana y vivienda del gobernador.

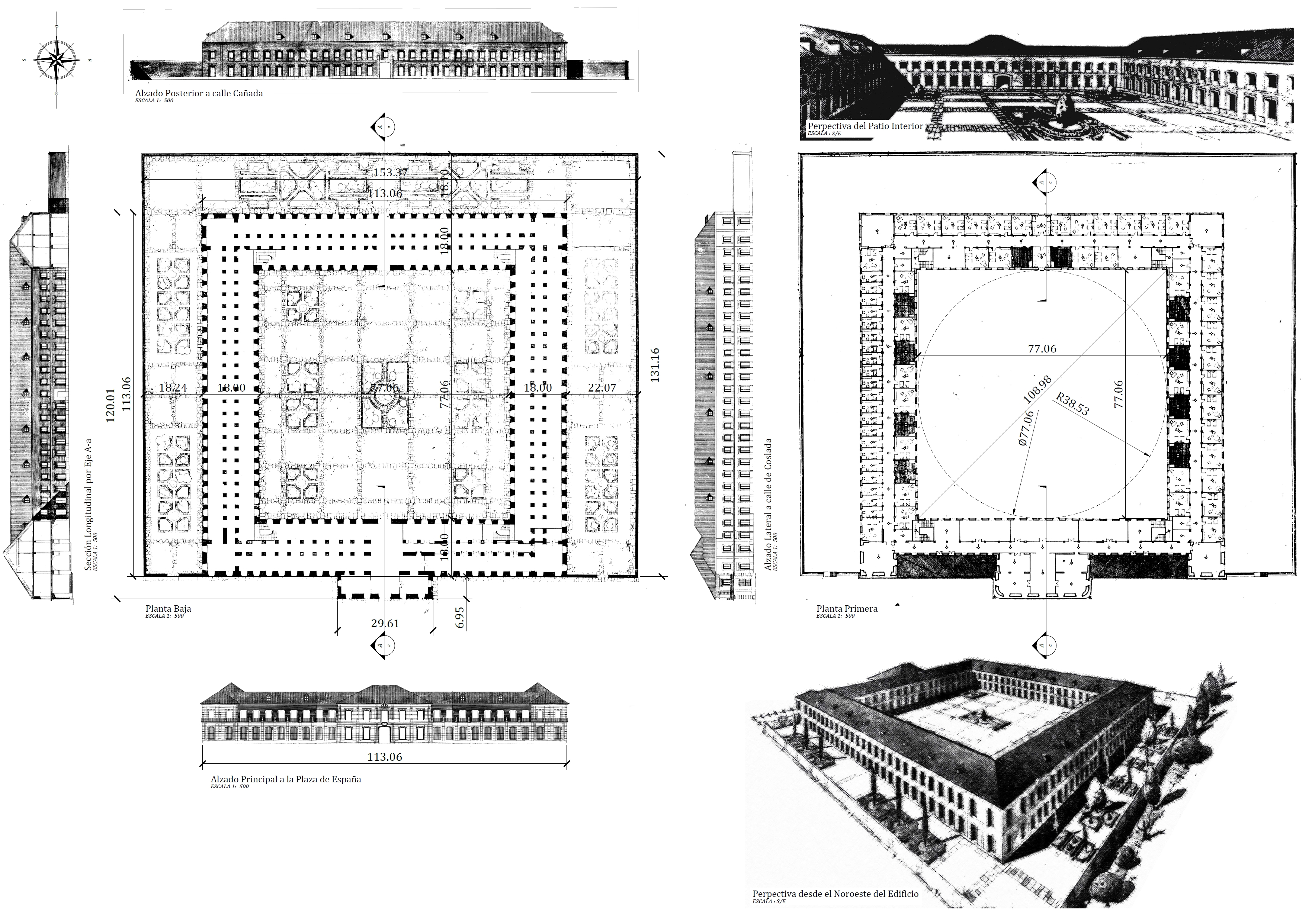
Planos de la Real Fábrica de Paños a partir del proyecto de reconstrucción de Luis Cervera Vera en 1947

La fachada más representativa es la principal, construida en su casi totalidad en cantería obra de los escultores Agustín del Corral y Andrés de las Elgueras; en ella se encuentra toda la ornamentación del edificio. Se divide en cinco cuerpos, situándose en el centro del citado "avant corps" que actúa realmente como fachada principal. Presenta en su frente cinco vanos por planta y otro en cada uno de los lados. Los vanos de planta baja se rematan mediante arco escarzano y las ventanas altas, adinteladas aparecen protegidas con un guardapolvo situado sobre molduras barrocas que encuadran los balcones. En los paños ciegos pilastras almohadilladas rematadas por capiteles jónicos separan los huecos. Sobre la clave del arco del acceso principal se sitúa una cabeza de monstruo sobre la que se dispone una cartela con la siguiente inscripción: "REINANDO EN LAS/ESPAÑAS DON FERNANDO/SEXTO/SIENDO GOBERNADOR/DON TEODORO VENTURA/ARGUMOSA CAVALLERO/DE SANTIAGO/CABELLERIZO DE SM/AÑO DE 1748". Un gran escudo corona la planta alta en el eje de la composición. Un balcón corrido con barandilla de hierro recorría la totalidad del edificio, separando ópticamente las dos plantas. Las restantes fachadas se construyeron en fábrica de ladrillo íntegramente, salvo un zócalo de cantería. En la actualidad, solo se conservan los restos de la fachada principal, integrados tras su restauración en el nuevo edificio del ayuntamiento realizada por los arquitectos Sol Madridejos y Juan Carlos Sancho.
Frente a la fábrica, siguiendo el eje de composición de la misma, se construyeron viviendas para sus trabajadores lo que daría origen al actual municipio. Ante la fachada principal de la fábrica se abrió una plaza de planta cuadrada (llamada actualmente plaza de España) que se unía por un eje con una segunda plaza, redonda en este caso (actualmente plaza de Fernando VI).

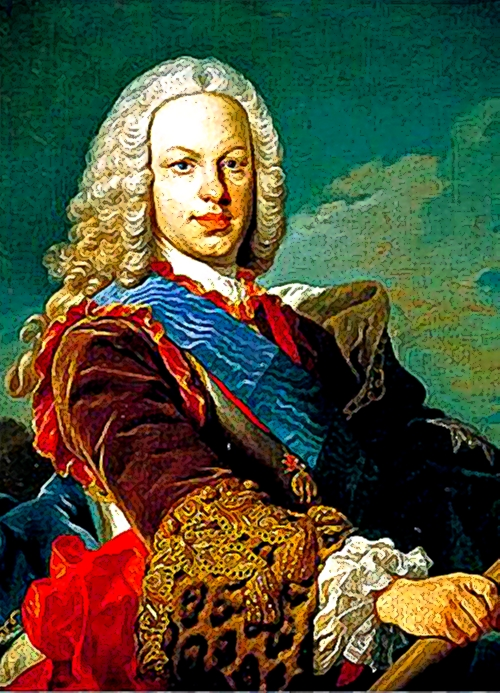
Fernando VI rey de España

El trazado y construcción de la nueva población responde a los esquemas urbanísticos del barroco europeo de la primera mitad del siglo XVIII.
Así, ante la monumentalidad de la fachada principal de la fábrica, se abre la unidad y sencillez de la plaza de España, plaza casi cuadrada formada por tres frentes que comprendía originalmente 32 edificios con plantas distintas y una fachada común de fábrica de ladrillo con encajonados de pedernal cubierta de teja curva continua, con buhardillas para venteo de los devanes bajo la misma, y alero ornamental continuo formado por canecillos moldurados de madera. Toda ella muestra una gran sobriedad de líneas, propia de la arquitectura civil castellana. Algunos de estos edificios estuvieron destinados en el pasado a distintos servicios para los habitantes: panadería, lonja, mercería, carnicería, botica, etc.
El proyecto de San Fernando comprendió además de la fábrica y nueva población inicialmente pensada para sus operarios, una serie de obras de apoyo a las necesidades de la fábrica y la nueva población, tales como obras hidráulicas para la canalización del río y riego de las huertas, que comprenden una presa y caceras para abastecimiento del batán, molino de papel, lavadero y tintes que atender a operaciones de la fabricación de paños, que por su riesgo quedaban desligadas de la fábrica y la población. Esto último junto con la construcción del cementerio y el matadero fuera de los límites de la población y relativamente alejados de ella, inauguran un nuevo concepto de higiene urbana que se ha desarrollado a partir del siglo XVIII. Así mismo, por vez primera, se planifica una ciudad y su territorio circundante, en función de las necesidades de imperativo económico que impone la producción, estableciéndose por parte de la fábrica y la población, una relación de "dominio" del territorio circundante.
En 1753 la fábrica se traslada a Vicálvaro, debido a la baja productividad de esta. Esto fue debido a que gran parte de los trabajadores enfermaron, y a los altos precios de los tejidos. En San Fernando dejan los almacenes.
El edificio se usa para hacer una casa de corrección, donde se enseña a las personas a leer y escribir, o enseñaban oficios. Este servicio está activo hasta que en 1801 se traslada a los reclusos a Madrid.

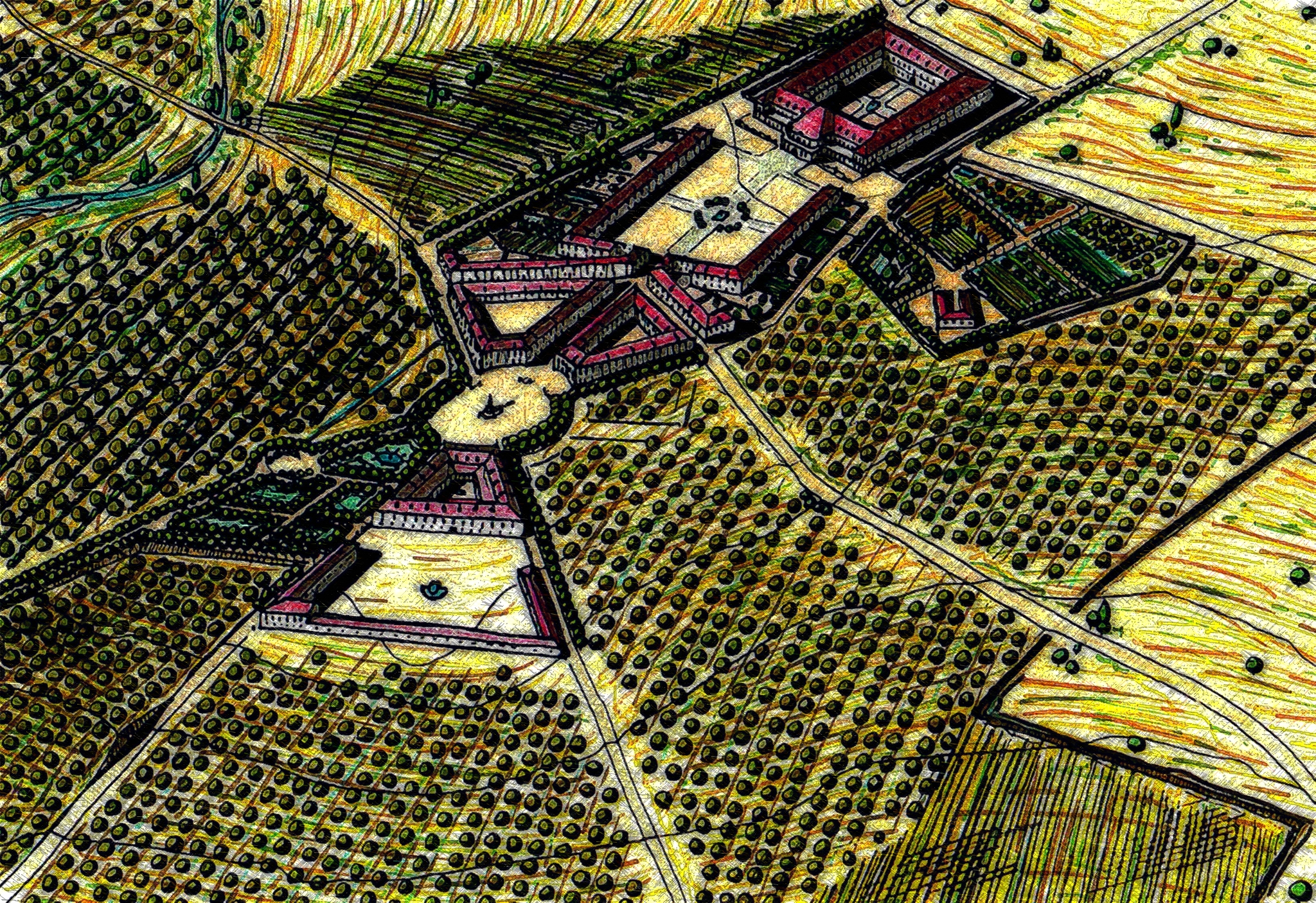
Perspectiva idealizada del Real Sito de San Fernando en torno a 1870

### Edad Contemporánea
Durante la época de la ocupación francesa, el Real Sitio de San Fernando de Henares fue muy castigado. Más de ocho mil soldados se acuartelan en el lugar. Este sufre incendios, saqueos y queda en una situación lamentable.
En 1829 el edificio de la fábrica, que había servido como hospicio, es cedido, en ruinoso estado, para el establecimiento de una manufactura de tejidos de algodón y estampados con protección real. Así, en 1836, atendían la fábrica 633 personas, contando con una bomba de vapor y 450 telares. Entre los años 1842 y 1846 se renueva la huerta bajo la dirección de Fernando de Boutelou, plantándose 4000 árboles frutales y reorganizándose calles y paseos. En 1860 se construye un ferrocarril en San Fernando. En 1864, el Real Sitio es vendido a particulares, cuya principal actividad es la agricultura y ganadería.

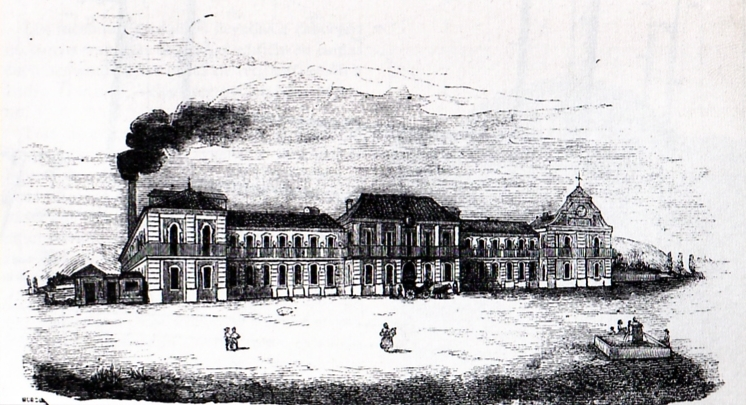
La fábrica de estampados de 1829 en publicación de la época

Hasta la reforma de la nomenclatura municipal de 1916 el municipio se llamaba simplemente San Fernando. En dicha fecha su nombre fue modificado por el de San Fernando de Henares. Entre 1920 y 1922 llega la electricidad al municipio y en 1931 llegó la primera línea telefónica.
En los años de la Segunda República San Fernando es incluido dentro del proyecto del GATEPAC, conocido como Las playas del Jarama, que pretendía dotar a Madrid de espacios para el ocio y el esparcimiento de las masas, en el marco del "Estudio para Plan Regional de Madrid de 1931".

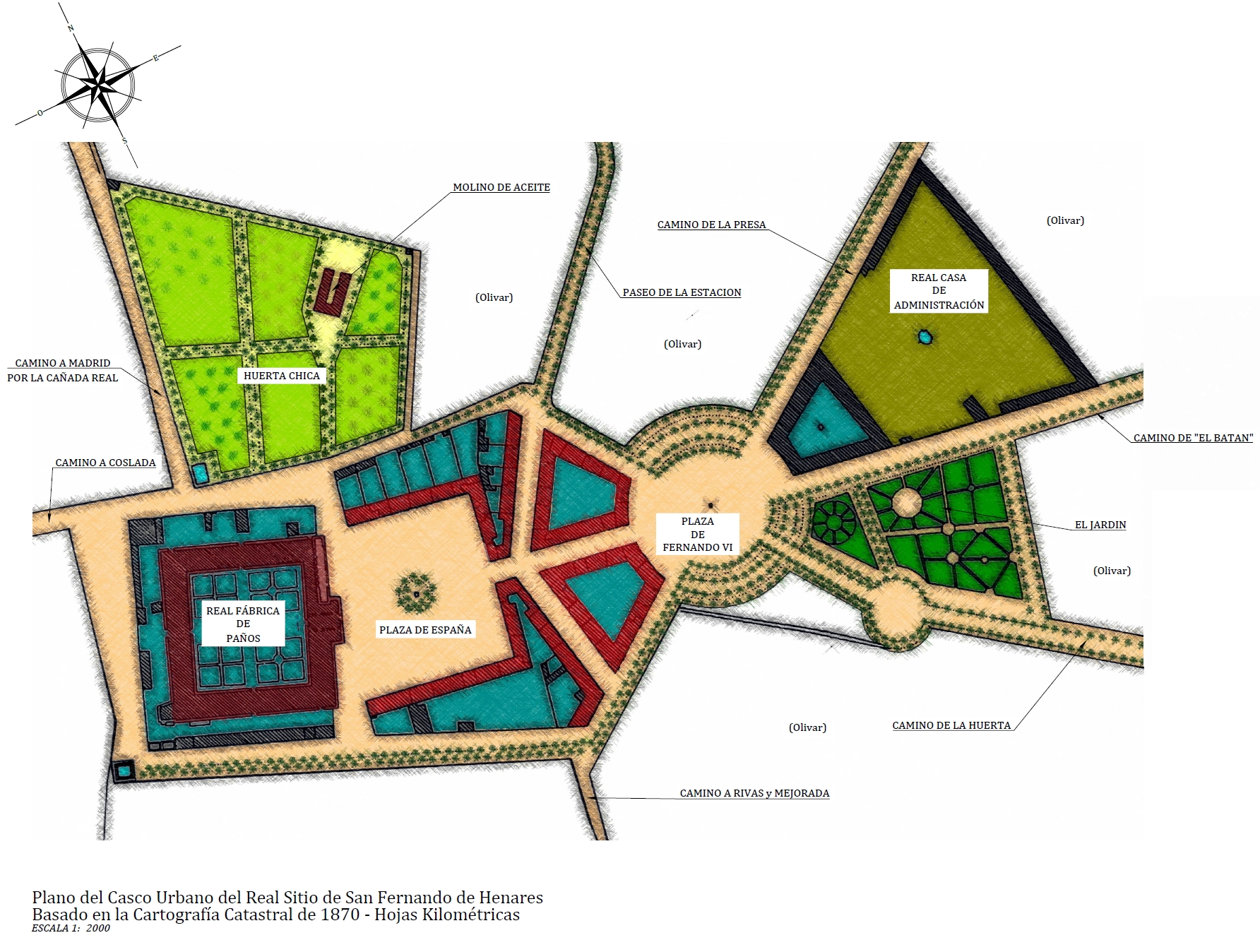
Plano del Casco Urbano del Real Sitio de San Fernando en torno a 1870

Ya en los años 1960 el pueblo es industrializado, y prácticamente desaparece el sector primario, excepto por las pequeñas fincas en las vegas del río Henares y Jarama. Debido a esto, mucha gente emigra hacia San Fernando, principalmente de Castilla-La Mancha, Andalucía y Extremadura. Por ello, se ensancha el pueblo, construyéndose nuevas viviendas e infraestructuras.

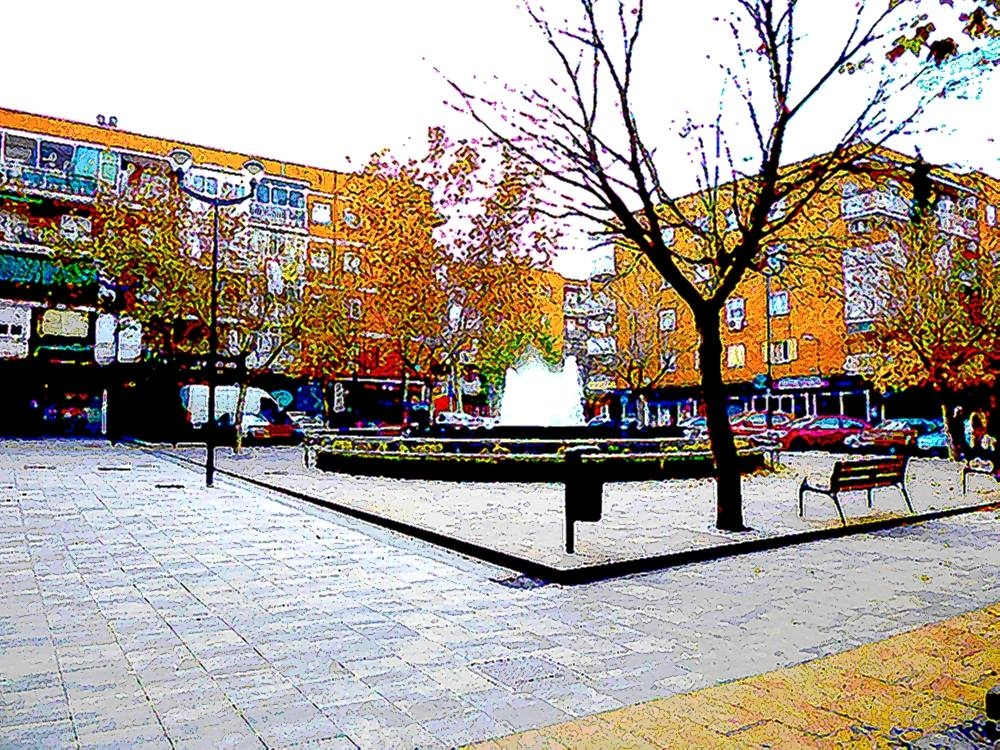
Plaza del Trébol, uno de los primeros barrios de bloques de pisos en los años 1960

En 1965 se crea un sistema de alcantarillado, se pavimentan las calles y se amplía el cementerio viejo.
En 1968 la COPLACO (Comisión de Planeamiento y Coordinación del Área Metropolitana de Madrid), antecedente tecnócrata de la actual Comunidad de Madrid, aprueba el primer PGOU (Plan General de Ordenación Urbana) para San Fernando en el marco de una ordenación conjunta con Coslada. Dicho plan, configurará los nuevos barrios residenciales que definirán en gran medida buena parte del actual San Fernando, y del que son producto las actuales urbanizaciones de Ciudad Parque Henares (primeras fases en torno a las avenidas de Éibar, Irún y San Sebastián), Copasa y Fuencasa (en torno al parque 1.º de Mayo), que se desarrollarán a lo largo de los años 70 y primeros 80 del pasado siglo XX.
En 1972 el canal de Isabel II comienza a suministrar agua a San Fernando, se construye una depuradora y se terminan las obras del alcantarillado.

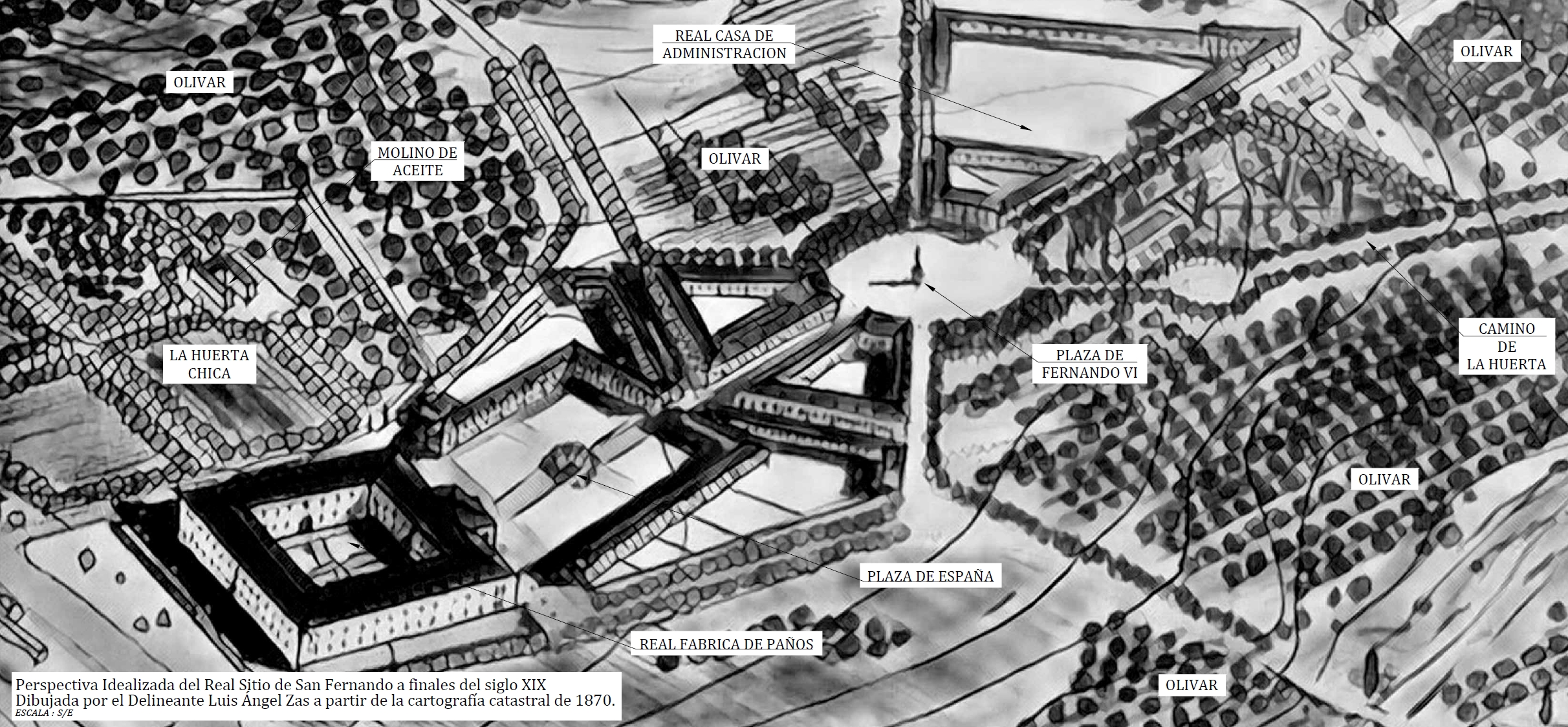
Panorámica del Real Sitio de San Fernando a finales del

Con la llegada de los ayuntamientos democráticos en 1977, se aborda una política de tendente a corregir los graves déficit que tenía San Fernando en materia de equipamiento social, asistencial, sanitario, educativo, de zonas verdes e infraestructuras básicas, producto del rápido desarrollo urbano de los años 70 en cuya década casi se duplica la población del municipio. Se aborda la revisión del PGOU de 1968, que si bien era correcto en su formulación técnica, adoleció de una falta de seguimiento en su ejecución y desarrollo, desarrollándose aquellos sectores con mayor aprovechamiento sin captarse el suelo previsto para zonas verdes y equipamientos. Esta situación obligaría al ayuntamiento a un largo proceso de negociación con propietarios y particulares, que dilataría la redacción del plan de 1981 hasta 1988, parándose el desarrollo del municipio durante la década de 1980.
El nueve de noviembre de 1983 el casco histórico es declarado conjunto histórico-artístico

El PGOU de 1988, configurará el San Fernando actual con sus nuevas barriadas de vivienda unifamiliar adosada de moda en los planes residenciales de aquel momento a semejanza de las "New Town" inglesas y que tenían su reflejo madrileño de aquellos años en el conocido sector 3 de Getafe. Este plan se significó, además de por la protección normativa del casco histórico; por dotar a San Fernando de equipamiento y zonas verdes en todos los barrios, cambiando el tipo residencial de bloque abierto prevista por el PGOU de 1968 en los sectores aún no desarrollados del mismo, por otra de tipo unifamiliar en la zona de borde del casco hacia la vega y el río, dando lugar a una ciudad menos densificada, vertebrando la expansión de los nuevos barrios de vivienda unifamiliar, en torno a una nueva vía rápida de borde urbano a modo de circunvalación.

Este plan renunció al desarrollo de nuevos polígonos industriales, así como de grandes centros comerciales urbanos, si exceptuados el hipermercado de carretera Pryca (hoy Carrefour) junto a la A-2, que no se desarrolla al amparo del plan, sino como un PLAN ESPECIAL al margen de este, con una normativa protectora del medio físico del resto del término municipal, sin resolver el problema de la accesibilidad al casco urbano, que seguía estrangulada a través del polígono de Coslada por las avenidas de La Cañada Real y de San Pablo. Tampoco la normativa de protección del casco histórico, posibilitó su puesta en valor y recuperación de manera socialmente rentable para la ciudad. El parón en el desarrollo en la década de 1980, como el modelo de desarrollo residencial de baja densidad propuesto para los nuevos barrios, hicieron que San Fernando perdiera dinamismo y centralidad urbana en favor del entonces pujante municipio de Coslada. El desarrollar todo el suelo residencial disponible en tipos de edificio para vivienda unifamiliar, generaría a la larga, dadas las limitaciones impuestas al desarrollo de San Fernando por el aeropuerto, la actual carencia de suelo suficiente para nuevas viviendas, y la escalada de precios de vivienda y suelo experimentada en el municipio desde mediados de la década de 1990 hasta nuestros días, permaneciendo el municipio, en la actualidad pese a la crisis inmobiliaria y financiera de 2008, entre los más caros en el mercado de compraventa y alquiler de viviendas de segunda mano en la zona.

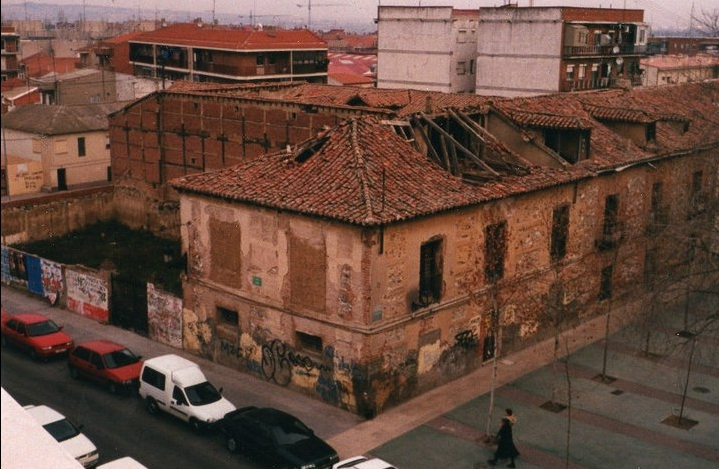
Casas de la plaza de España en ruinas a finales de la década de 1990

A partir de la segunda mitad de la década de 1990, se toma conciencia de los problemas relativos a la decadencia urbana del centro del municipio, los problemas de accesibilidad, vivienda y nuevas posibilidades de desarrollo. De 1997 a 2002 se aborda la revisión del PGOU de 1988, donde en un contexto de expectativas favorables de desarrollo económico, se plantea un nuevo modelo de ciudad que abordará la recuperación y dinamización del centro histórico, la resolución y mejora de los accesos apoyados en las nuevas autopistas metropolitanas previstas, que a su vez permitirán nuevas posibilidades de desarrollo para terrenos hasta ese momento rústicos.
Así el plan que se aprueba en 2002, establece las condiciones para la recuperación del centro histórico, y califica más de 5 millones de metros cuadrados de suelo para nuevos usos industriales, terciarios, logísticos y comerciales entre la M-45/M-50 y Torrejón de Ardoz, así como a ambos lados de la A-2 junto al río Jarama. El plan de 2002 renuncia sin embargo a formular propuestas para la expansión residencial del municipio, condicionada por sus límites administrativos además de por el impacto del plan de ampliación del inmediato "Aeropuerto de Madrid-Barajas", y la zona de protección ambiental ligada el "Parque Regional del Sureste", en cuyo ámbito se pretende la captación de suelo para la creación de zonas verdes forestales y recreativas de carácter público en torno a la ribera del río Jarama. No obstante prevé la construcción de viviendas en diferentes espacios vacantes de suelo dentro del casco, así como por cambio de uso a residencial de una zona industrial aislada dentro del mismo, de cerca de 1000 viviendas, aparte de las asociadas a las actuaciones en el casco antiguo, y otras 1000 resultantes del incremento de aprovechamiento urbanístico en los barrios de borde del casco histórico. Todo ello, dejado mayoritariamente en manos de la iniciativa privada, lo cual redundará en el agravamiento del problema de acceso a la vivienda para los jóvenes de San Fernando que en aquellos años acusarán la escalada de precios de la vivienda propia de la burbuja inmobiliaria vivida hasta 2007 con el inicio de la todavía vigente crisis económica. El desarrollo del vigente el PGOU de 2002, que calificó todo ese suelo para actividades industriales, terciarias, logísticas y comerciales, nuevos sectores dejados todos ellos en manos de la iniciativa privada, ha sido lento o nulo durante la crisis de 2008, que ralentizó el desarrollo de muchos de los nuevos sectores productivos, así como en la consolidación de los ya urbanizados como es el caso SUP.I-3 donde hoy se asienta el polígono Puerta de Madrid junto a la M-45/M-50 y al sur del polígono de Las Fronteras. Sin embargo desde finales de 2014 se ha reactivado el desarrollo de los polígonos industriales, con la consolidación de los ya urbanizados que acogen la creciente implantación de nuevas empresas, y la urbanización de otros nuevos sectores como los denominados SUP.I-2 y SUP.I-4 al norte de la planta de Repsol el municipio el primero, y entre la carretera del INTA y la A-2 el segundo especializado en actividades logísticas e industria escaparate. San Fernando ofrece la mayor oferta de suelo para usos industriales, logísticos y terciarios de todos los municipios del Corredor del Henares, en condiciones ventajosas de accesibilidad a un precio competitivo, y eso se está notando en la reactivación de su urbanización y consolidación con el cambio de ciclo económico tras la crisis, reportando un superávit creciente de las cuentas municipales.
San Fernando sigue siendo sin duda uno de los municipios pertenecientes a una todavía centralizada área metropolitana de Madrid, haciendo muchas veces de una ciudad dormitorio para la metrópoli. Aun así, como municipio independiente, se conserva una clara identidad de pueblo entre sus habitantes. 
Entre los años 2005 y 2011, se acometió la rehabilitación y revitalización del casco histórico, ejecutando el proyecto de reconstrucción y restauración parcial de la barroca plaza de España que data de la época fundacional del pueblo a mediados del siglo XVIII, actuando también en la recuperación del solar de la antigua Real Fábrica de Paños convirtiéndolo en una nueva plaza rodeada de viviendas de moderno diseño, tras el nuevo edificio de ayuntamiento inaugurado en 1999 y en el que se integraron los restos monumentales de la fachada de estilo barroco tardío del desaparecido edificio fabril del dieciocho. En la urbanización de la nueva plaza, que ocupa el solar de mencionado edificio que dio origen al Real Sitio fabril según el ideal ilustrado, se integraron los restos arqueológicos más significativos del mismo, restos que también salieron a relucir durante las obras de prolongación del metro de Madrid (que cuenta con tres paradas en San Fernando desde mayo de 2007), concretamente en la construcción de la estación de San Fernando, que se ubica bajo la mencionada nueva plaza.

## Geografía
San Fernando de Henares se divide en dos núcleos principales: el núcleo urbano residencial que conforma la ciudad en el que reside la práctica totalidad de la población censada en el municipio y los polígonos empresariales al sur de la A-2 y este de la M-45/M-50, lindando con el vecino municipio de Torrejón de Ardoz.
San Fernando está en las coordenadas geográficas 40° 28′ y 40° 24′ de latitud y -3° 9′ y -3° 14′ longitud. El término tiene forma de "L" y lo limitan en parte los ríos Jarama y Henares, se asienta sobre un amplio valle de fondo plano de 575 m de altitud media a cuyos lados este y oeste afloran varios niveles de terrazas. Al suroeste y sureste del término destacan los cerros llamados de "La Granja" y de "La Herradura".
El punto más elevado del municipio es encuentra en la ubicación del vértice geodésico: "La Granja" cuya altura de la base del pilar es de 689,3 metros. El punto más bajo se encuentra en La Guindalera en la orilla del río Jarama próximo a su confluencia con el río Henares y justo en el punto donde se encuentran los términos de Mejorada, Rivas y San Fernando a una altura estimada de 547 metros.
El núcleo urbano de San Fernando se asienta en la margen derecha del Jarama al norte de su confluencia con el Henares, en la parte más elevada y occidental del término que conforma una ladera de suave pendiente en transición entre los cerros con los que hace límite la ciudad y su término, y la vega fluvial dentro de este en la que se interrumpe el continuo urbano, el casco antiguo se destaca dentro de un pequeño promontorio plano donde se da la cota 585 m. en el centro de la plaza de Fernando VI, foco de la estructura urbana circunradial característica de su traza barroca inicial.
| Noroeste: Madrid            | Norte: Paracuellos de Jarama | Nordeste: Paracuellos de Jarama y Torrejón de Ardoz |
| Oeste: Madrid y Coslada     |                              | Este: Alcalá de Henares y Torrejón de Ardoz         |
| Suroeste: Rivas-Vaciamadrid | Sur: Mejorada del Campo      | Sureste: Loeches y Torres de la Alameda             |

### Distancias
- Coslada: Colindante
- Torrejón de Ardoz: Colindante
- Madrid: 14,6 km
- Mejorada del Campo: Colindante
- Alcalá de Henares: 19,7 km
- Paracuellos de Jarama: 17, 3 km
- Rivas-Vaciamadrid: Colindante
- Guadalajara: 43 km
- Arganda del Rey: 26,7 km

Nota: Las distancias son teóricas medidas en línea recta, la distancia real a las poblaciones colindantes relacionadas diferirá según la ruta.

### Clima

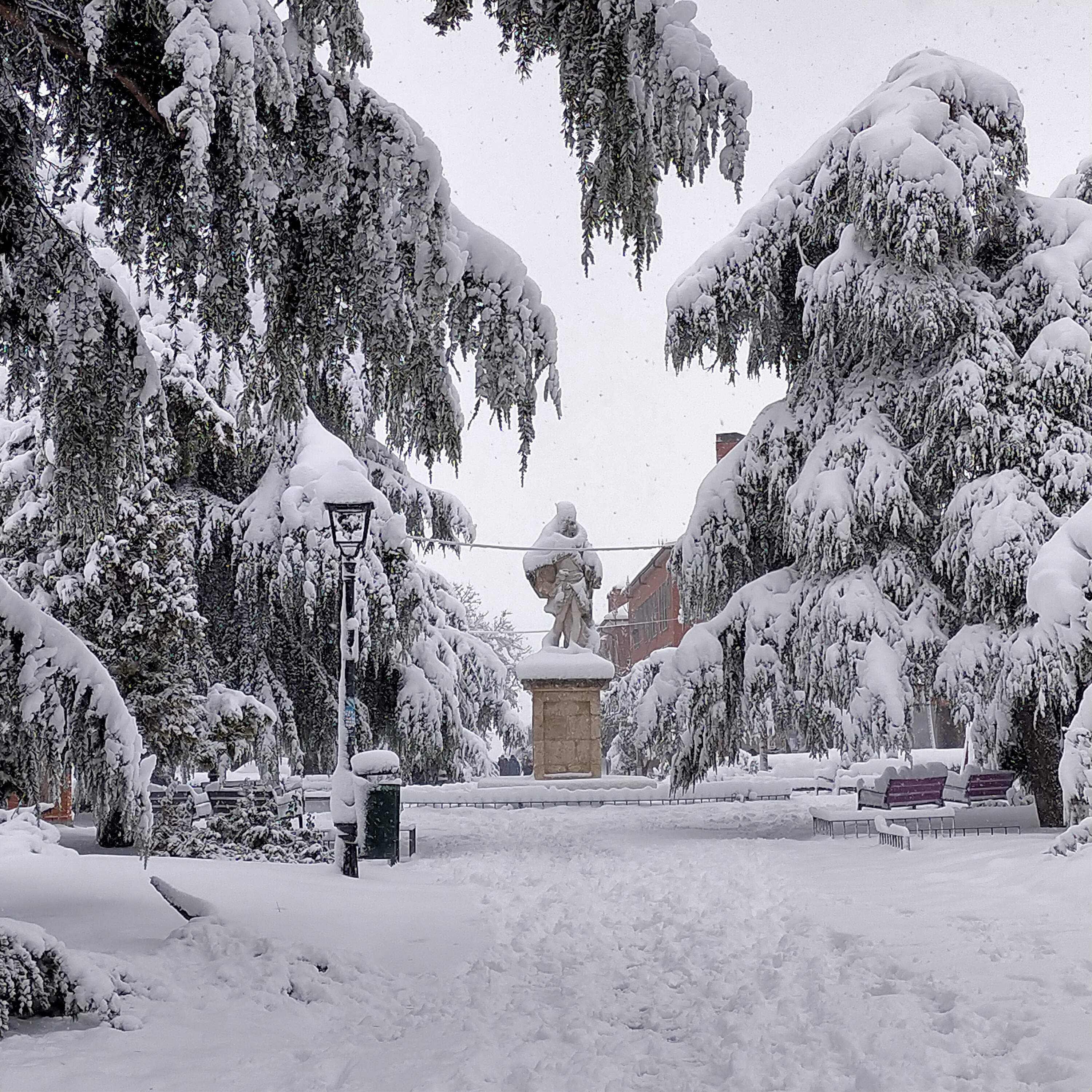
Nevada sobre San Fernando de Henares en cota 585 m. sobre el nivel del mar, el 9 y 10 de enero de 2021, durante la que se acumularon 50 cm de nieve. La causante fue la "Borrasca Filomena" y una masa de aire frío polar, seguido de una semana con temperaturas bajo cero que mantuvo medio mes la capa de nieve

Datos climatológicos: Clima mediterráneo continental. Temperatura media anual: 14,5 °C. Temperatura máxima anual: 38,4 °C. Temperatura mínima anual: -8 °C. Oscilación térmica: 46 °C. Humedad Relativa (media anual): 60 %. Presión media anual: 706 mm. Días soleados (media anual): 107. Días nubosos (media anual): 180. Días cubiertos (media anual): 78. Horas de sol (promedio anual): 2888.2 horas.

### Zonas naturales
- La Guindalera: A través de la calle de La Huerta una de las ocho calles que nacen en la plaza de Fernando VI, se baja al paseo de Los Chopos, cruzando la vía de circunvalación que delimita actualmente por el este el pueblo. Es conocido popularmente como paseo de Los Chopos y enlaza con el paseo de los Plátanos. Es como se ha citado anteriormente un enclave de gran interés histórico, ambiental y pasisajístico. Desde allí se puede acceder en bicicleta o andando a través de un puente peatonal sobre el río Jarama junto a la depuradora de Casaquemada al parque fluvial-forestal de La Guindalera, recuperado tras ser una gravera a mediados de la década de 1990 por la obra social de la entonces Fundación Caja Madrid. A través de los paseos y veredas de La Guindalera se puede llegar hasta la desembocadura del río Henares en el río Jarama ya en el término municipal de Mejorada del Campo.

- Finca Caserío del Henares: Ya dentro del parque `regional del Sureste, dentro de nuestro término municipal, además de La Guindalera, podemos encontrar otros enclaves de gran interés medioambiental, con humedales como el de cerro Gordo, dentro de la finca Caserío del Henares, que además cuenta con un parque lúdico-agrícola con Huertos de Ocio que dispone de un Centro de Educación Ambiental, gestionado por la Comunidad de Madrid, y donde se realizan visitas guiadas a las zonas de observación de aves del humedal en el antiguo meandro del río Henares. La finca sobre la que se ha desarrollado la actuación de los Huertos de Ocio según proyecto de 1986 de Víctor Izquierdo de Miguel, se encuentra situada en la Vega del Henares, próxima al castillo y soto de Aldovea. Tiene una superficie aproximada de 200 hectáreas, de las que la mitad se ha destinado a los huertos propiamente dichos y la otra mitad se prevé para parque forestal y zonas ambientales de especial protección. Los huertos se estructuran en tres áreas rectangulares de 80 lotes cada una, en torno a unos espacios comunes compuestos por un pilón de agua potable, una pérgola y una zona arbolada; cada uno de ellos posee además, una pequeña caseta de madera para guardar los aperos. Este conjunto cuenta con un centro de equipamiento y de servicios que alberga la oficina de gestión, el club social, cafetería, vivienda del guarda, tienda de productos biológicos y aula. Dicho conjunto está formado por dos tipos de edificios, las antiguas construcciones que formaban el caserío de la finca, rehabilitadas, en parte, y los edificios de nueva construcción que han sustituido a las edificaciones que se encontraban en estado ruinoso. La edificación se articula en dos alas que forman un ángulo recto y que se comunican mediante un porche, configurando una plaza. Las mencionadas alas se encuentran separadas por una entrada túnel, rematada en frontón, situada en el ángulo que une las dos fachadas del edificio. Las construcciones están ejecutadas a base de muros de carga de ladrillo y las cubiertas, en parte, con teja curva y en parte con una cubierta plana, en donde se ubican un conjunto de paneles termo solares, formando unos tejadillos con orientación Norte-Sur.
- Parque Dolores Ibárruri:

La mayor zona verde urbana del municipio, forma un triángulo entre el casco y la zona de ensanche del pueblo en el barrio de Parque Henares, donde se ubica también el actual espacio para recinto ferial. El parque que lleva el nombre de La Pasionaria, tiene casi 9 hectáreas, de las que aproximadamente 6 hectáreas corresponden al área tratada como zona verde, con zona de pradera, fuente, ría y estanque, zona de bosque, zonas estanciales y recreativas, además de áreas deportivas integradas, con un campo de fútbol de tierra y pistas polideportivas al aire libre. El parque ocupa la vaguada por la que transcurría el antiguo arroyo de El Cañaveral, que nacía en la zona de encharcamiento donde se desarrolla este nuevo barrio de Madrid, y que llegaba a San Fernando a través de la vaguada de la Cañada Real.

## Demografía
San Fernando cuenta con una población de 38 980 habitantes (INE 2024).
| Gráfica de evolución demográfica de San Fernando de Henares entre 1842 y 2021 |
| |
| Población de derecho según los censos de población del INE Población de hecho según los censos de población del INEEn estos censos se denominaba San Fernando: 1842, 1857, 1860, 1877, 1887, 1897, 1900 y 1910 |

La primera explosión demográfica se dio en la década de 1970, durante la cual la población del municipio se duplicó. Esto fue debido a la inmigración proveniente de otros lugares de España. Sin embargo San Fernando de Henares, tiene menos población que otros pueblos cercanos, como Coslada y Torrejón de Ardoz, con 91 861 habitantes y 122 589 habitantes, respectivamente, ya que el desarrollo urbano residencial de San Fernando se ve condicionado por sus límites administrativos y geográficos, a diferencia de lo que ocurría en otros municipios de su entorno.
Aun así, desde mediados de los años 90 del siglo XX, hasta finales de la primera década del siglo XXI, San Fernando ha experimentado un importante crecimiento demográfico con más de 10 000 nuevos habitantes entre 1991 y 2001, un crecimiento ordenado, ligado en primer lugar al crecimiento del parque residencial del municipio a partir de que se ejecutan los nuevos barrios previstos en el PGOU de 1988 cuyo desarrollo se agiliza a partir de 1991. A ese crecimiento de los años 90 y 2000 ligado a la promoción de nuevas barriadas de vivienda unifamiliar fundamentalmente, hay que sumar la población aportada por nuevos procesos migratorios que especialmente en la década de los 2000, hace que lleguen a San Fernando cerca de 5000 nuevos vecinos extranjeros, la mayoría procedentes de Rumanía. En 2010, el crecimiento demográfico del municipio se estancó, producto de procesos de retorno de inmigrantes inducidos por las menores oportunidades laborales que trajo la crisis de 2008, y por la propia dinámica vegetativa de la población residente en un contexto de envejecimiento, genuino de la actual estructura de la pirámide demográfica en todo el país.
San Fernando de Henares es un municipio que ha alcanzado la colmatación del suelo disponible dentro de sus actuales límites administrativos para desarrollo residencial. Esto imposibilita el desarrollo de nuevas promociones residenciales, que lleva a que las más de 400 parejas que se crean de media al año en el municipio, busquen vivienda fuera de él, dándose en el casco consolidado un proceso de gentrificación, que se traduce en una continua pérdida de población censada de un año para otro. Este problema afecta a la identidad cultural e histórica del municipio por la pérdida de arraigo de sus residentes, funcionando cada vez más como un barrio de Madrid.

## Economía

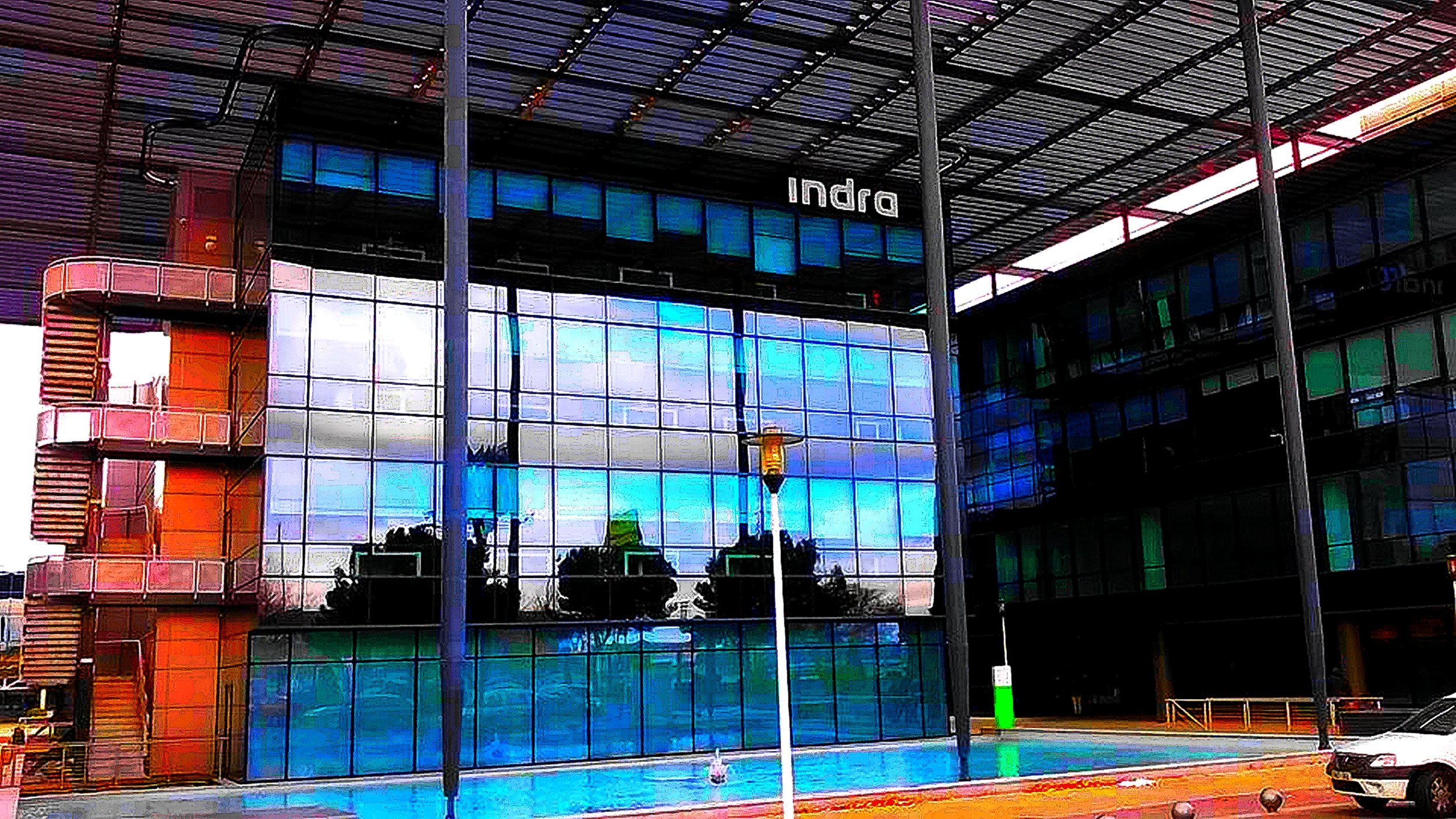
Sede de INDRA en el parque empresarial de San Fernando de Henares

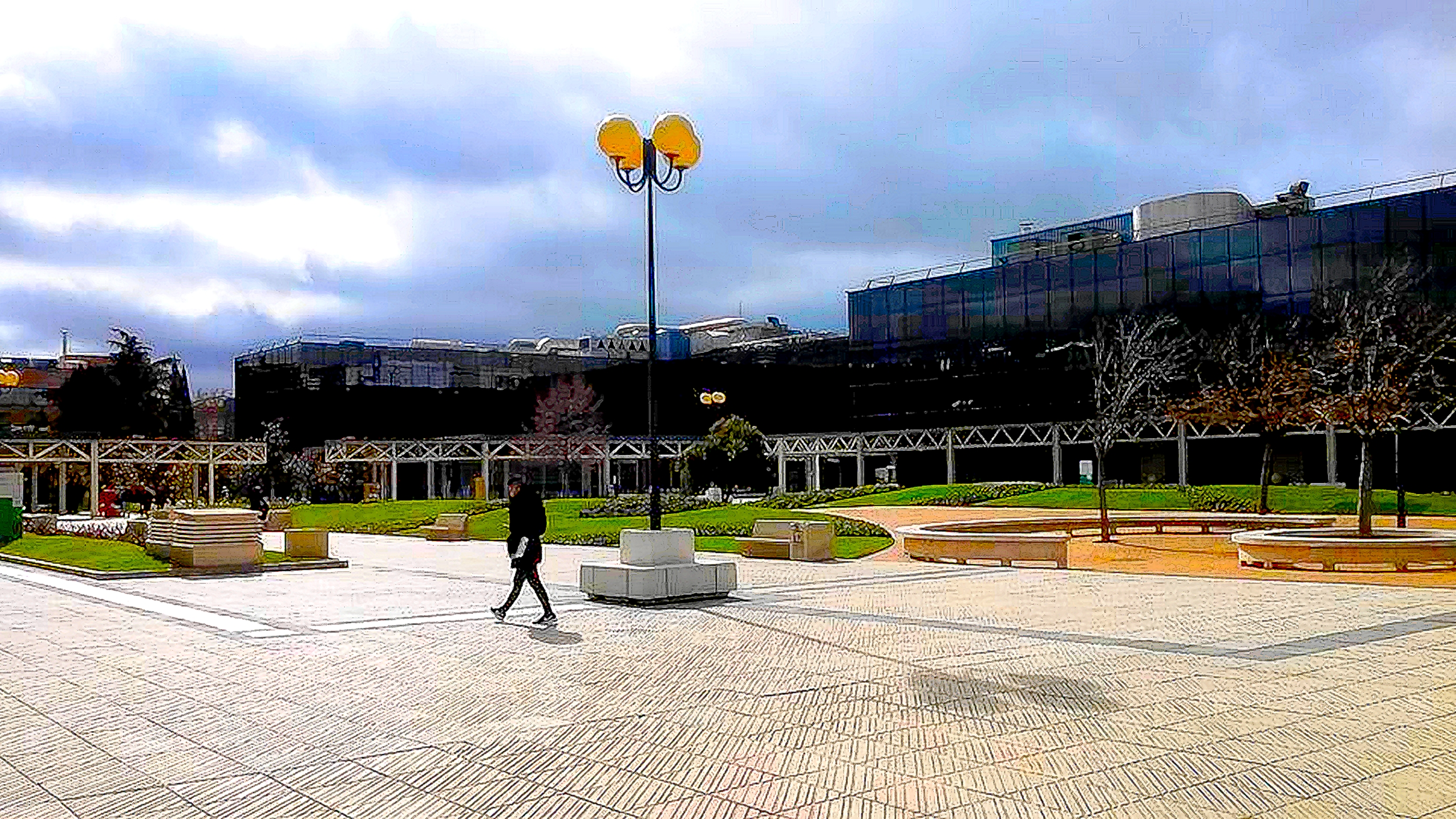
Plaza Central del parque empresarial de San Fernando

San Fernando de Henares actualmente es una ciudad orientada al sector servicios y la industria dentro del área metropolitana de Madrid, que se sitúa en un entorno óptimo para la implantación de actividades económicas ligadas a las manufacturas y la logística, con unas muy buenas condiciones de accesibilidad por carretera al encontrarse en un importante nudo de comunicaciones dentro de la región metropolitana madrileña, en torno al eje de la A-2, más conocido como Corredor del Henares inmediato al aeropuerto Madrid-Barajas y su centro de carga aérea, al Centro de Transportes y Puerto Seco ferroviario de Coslada, además de estar muy bien conectado por carretera a través de las grandes autovías metropolitanas M-45, M-50, M-21 y A-2. 
Cuenta con un moderno parque empresarial que ofrece espacio para oficinas con zonas comerciales y de servicios integrados de moderna concepción y diseño, además de un centro municipal de empresas, que facilita espacio a bajo coste para el desarrollo de nuevas iniciativas empresariales. Entre las empresas radicadas destacar algunas importantes relacionadas con sectores punteros como INDRA o IBM. Actualmente, están en desarrollo nuevos polígonos destinados a albergar nuevas empresas ligadas a los sectores logístico y manufacturero, destacando la reciente urbanización del Polígono Puerta de Madrid, que con más de 3 millones de metros cuadrados de suelo, ya alberga desde el 18 de octubre de 2012 el centro logístico de la empresa Amazon en España.
También está urbanizándose un sector para usos comerciales, terciarios y de ocio en torno a la autovía A-2 junto al río Jarama y al norte del ferrocarril Madrid-Zaragoza en expectativa de desarrollo futuro, si bien en la misma zona ya se encuentran ubicadas una gran superficie comercial, como lo es Carrefour, que fue uno de los primeros centros comerciales del entorno de Madrid, abierto en 1984 inicialmente por la marca PRYCA, y más recientemente, un parque de medianas superficies llamado "Camino Real" entre cuyas marcas comerciales se encuentra DECATLON. 
San Fernando de Henares, es el municipio del Corredor del Henares después de Alcalá de Henares con mayor cantidad de suelo disponible para actividad productiva y está llamado a ser uno de los principales motores económicos de la región, siendo el reto, que esta riqueza, pueda tener su reflejo en el empleo radicado en el propio municipio, si bien, al participar San Fernando de las complejas dinámicas económicas del área metropolitana de Madrid, los residentes del municipio trabajan en diversas áreas de Madrid en su mayor parte en el sector servicios, sin que sean actualmente los polígonos radicados en el municipio, los que más mano de obra de población radicada en el mismo empleen. A pesar de lo anterior, los polígonos y empresas radicadas en los mismos, ya reportan al municipio una parte importante de la recaudación vía impuestos con los que se financia el Ayuntamiento, contribuyendo dentro del actual cambio de ciclo económico hacia una nueva etapa expansiva, al saneamiento progresivo de las cuentas municipales, que cierran con amplio superávit desde 2015, permitiendo que San Fernando de Henares, con menos población censada que otros grandes municipios de su entorno, tenga en proporción, mayores ingresos y pueda mantener unos servicios públicos de calidad a través de una gestión eficiente de esos recursos, siendo el municipio plenamente viable en términos económicos, garantizando su independencia como tal.
Entre los retos de futuro para el desarrollo de todo el potencial de los nuevos polígonos, está la mejora en el mantenimiento, limpieza y gestión de residuos de las actuales zonas industriales, así como la creación de las infraestructuras viarias, energéticas y de transporte público necesarias, para lo cual, el Ayuntamiento necesitará de la implicación y el concurso de otras administraciones competentes como el gobierno regional de la Comunidad de Madrid o del Gobierno de España a través del Ministerio de Fomento. 

## Administración y política

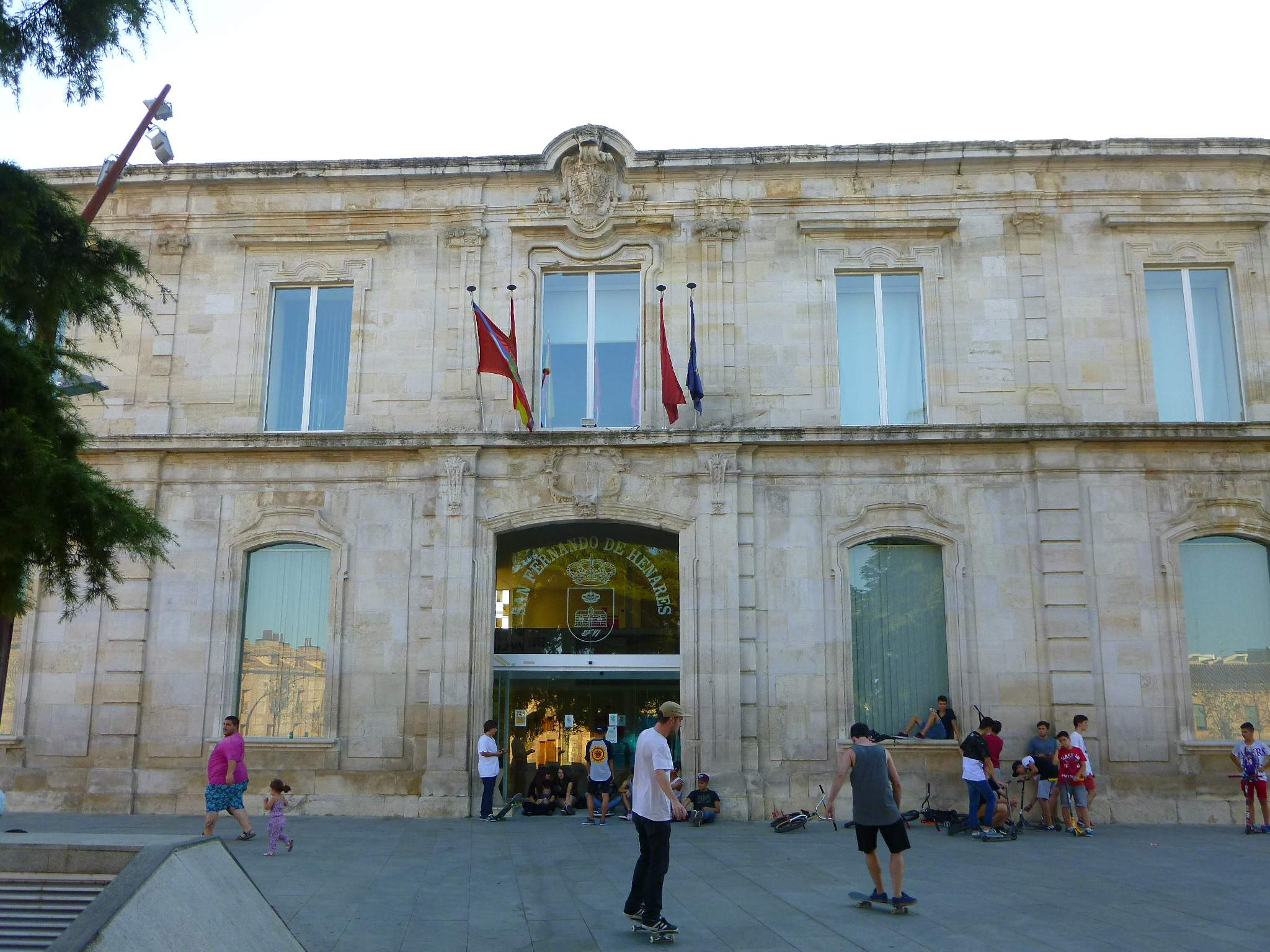
Ayuntamiento de San Fernando

| Periodo   | Nombre                       | Partido | Partido                                  |
| --------- | ---------------------------- | ------- | ---------------------------------------- |
| 1979-1981 | Ángel Fernández Lupión       |         | Partido Comunista de España (PCE)        |
| 1981-1990 | Enrique Guerra López         |         | Izquierda Unida (IU)                     |
| 1990-1991 | José Luis Copado Calvo       |         | Izquierda Unida (IU)                     |
| 1991-1995 | Luis Enrique Piñas Panizo    |         | Partido Socialista Obrero Español (PSOE) |
| 1995-2007 | Monserrat Muñoz de Diego     |         | Izquierda Unida (IU)                     |
| 2007-2013 | Julio Setién Martínez        |         | Izquierda Unida (IU)                     |
| 2013-2015 | Ángel Moreno García          |         | Izquierda Unida (IU)                     |
| 2015-2019 | Cati Rodríguez Morcillo      |         | San Fernando de Henares Sí Puede (SFHSP) |
| 2019-act. | Francisco Javier Corpa Rubio |         | Partido Socialista Obrero Español (PSOE) |

| Partido político                         | 2023                     | 2023                     | 2023                     | 2019  | 2019  | 2019       | 2015  | 2015  | 2015       | 2011  | 2011  | 2011       | 2007  | 2007  | 2007       |
| Partido político                         | Votos                    | %                        | Concejales               | Votos | %     | Concejales | Votos | %     | Concejales | Votos | %     | Concejales | Votos | %     | Concejales |
| Partido Socialista Obrero Español (PSOE) | 8793                     | 43,42                    | 12                       | 5268  | 26,40 | 6          | 4139  | 21,22 | 5          | 2584  | 13,67 | 3          | 4517  | 24,68 | 5          |
| Partido Popular (PP)                     | 4603                     | 22,73                    | 6                        | 2527  | 12,66 | 3          | 4802  | 24,62 | 6          | 6944  | 36,73 | 8          | 6186  | 33,80 | 8          |
| Más Madrid                               | 1430                     | 7,06                     | 2                        | 2098  | 10,51 | 2          | —     | —     | —          | —     | —     | —          | —     | —     | —          |
| Vox                                      | 1385                     | 6,83                     | 1                        | 1027  | 5,14  | 1          | —     | —     | —          | —     | —     | —          | —     | —     | —          |
| Actúa (PACT)                             | 956                      | 4,72                     | 0                        | 1249  | 6,26  | 1          | —     | —     | —          | —     | —     | —          | —     | —     | —          |
| Izquierda Unida (IU)                     | 905                      | 4,46                     | 0                        | 1292  | 6,47  | 1          | 3208  | 16,44 | 4          | 8183  | 43,28 | 10         | 6883  | 37,60 | 8          |
| Ciudadanos (CS)                          | 566                      | 2,79                     | 0                        | 3949  | 19,79 | 5          | —     | —     | —          | —     | —     | —          | —     | —     | —          |
| Podemos                                  | Con Izquierda Unida (IU) | Con Izquierda Unida (IU) | Con Izquierda Unida (IU) | 1060  | 5,31  | 1          | 4653  | 23,85 | 5          | —     | —     | —          | —     | —     | —          |
| España 2000                              | —                        | —                        | —                        | 1333  | 6,68  | 1          | 1276  | 6,54  | 1          | —     | —     | —          | —     | —     | —          |

## Servicios

### Sanidad

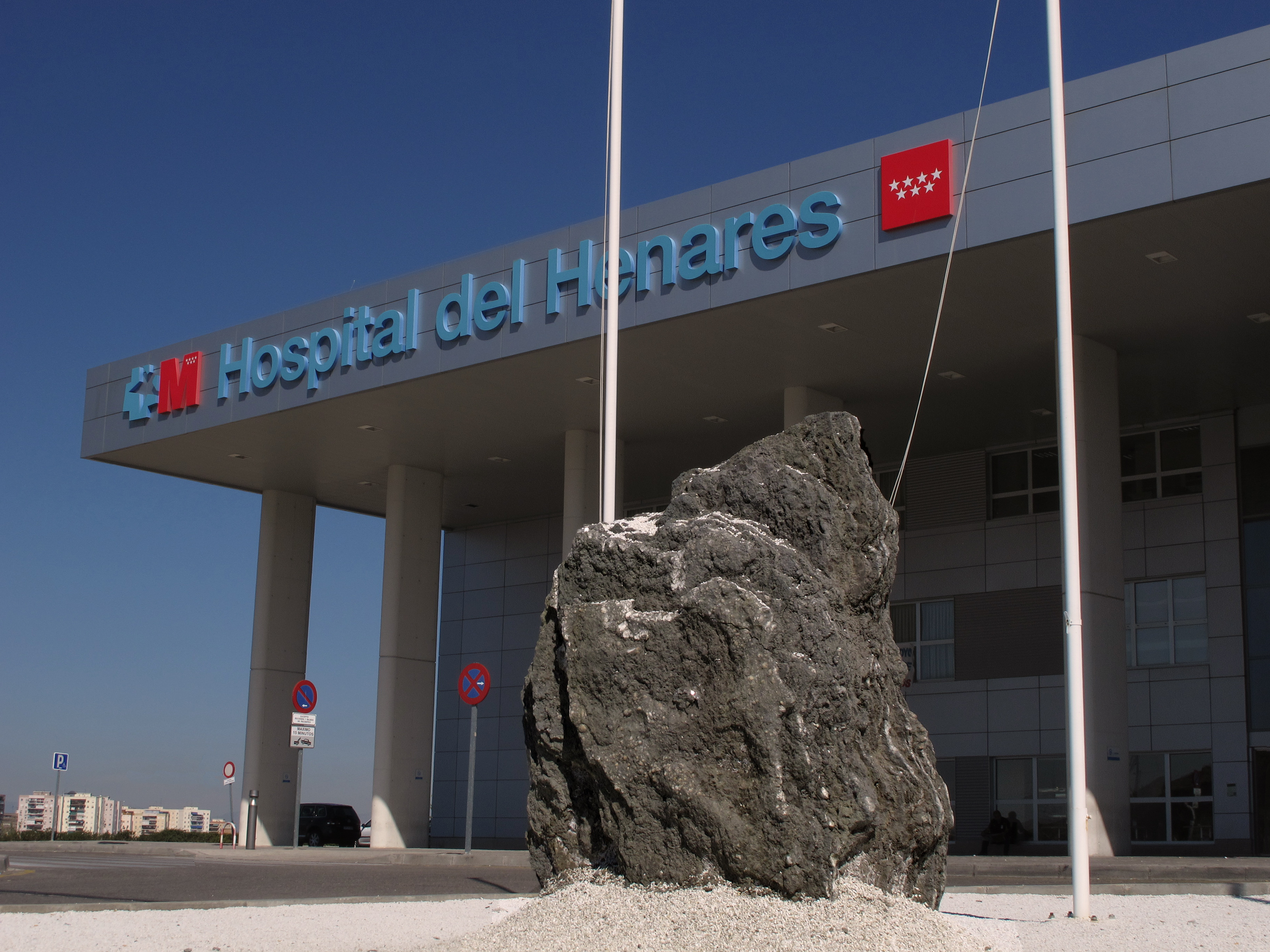
Hospital Comarcal del Henares, que da servicio a los municipios de San Fernando de Henares, Coslada, Mejorada del Campo, Velilla de San Antonio y Loeches

En el término municipal de Coslada se encuentra el hospital del Henares, abierto en febrero de 2008, gracias al cual no se hace necesario ir a otro hospital en Madrid para ser atendidos de ciertas patologías, si bien, su cartera de servicios es menor que la del hospital de La Princesa, que sigue siendo para según qué cosas, el hospital de referencia. El municipio cuenta con dos centros de salud de atención primaria, el de la calle de Córdoba siendo el primero que se abrió por parte del entonces Instituto Nacional de la Salud (INSALUD) dependiente de la Seguridad Social a finales de la década de 1970, al que se sumaría un segundo centro de atención primaria en 1997, en el barrio de Parque Henares, sito en la plaza de Ondarreta del mismo, que venía a responder a las necesidades de la atención primaria del municipio cuando ya sobrepasaba los 30 000 habitantes, este segundo centro, construido antes de que se traspasaran las competencias en materia de gestión sanitaria a la Comunidad de Madrid, sería inaugurado por el ministro de sanidad, José Manuel Romay Beccaría y la entonces alcaldesa Monserrat Muñoz. En Coslada, y hasta la apertura del Hospital del Henares, que ya aúna las consultas externas de especialidades clínicas, se construyó en 1987 un centro de especialidades, llamado Doctor Jaime Vera, en el que, tuvieron su sede las consultas externas de especialidades médicas y pruebas diagnósticas, como escalón previo de tipo ambulatorio a la atención hospitalaria. Este centro de especialidades de Coslada, hoy infrautilizado, daba servicio además de a este municipio y San Fernando, a los de Mejorada del Campo, Velilla y Loeches, los mismos a los que atiende actualmente el hospital, que como tal, tiene carácter comarcal. Además de los servicios sanitarios que prestan las administraciones competentes, el ayuntamiento de San Fernando, mantiene con fondos municipales un "Centro Municipal de Salud" que creado por los primeros ayuntamientos democráticos a principios de la década de 1980, se ha ocupado de políticas de salud tales como planificación familiar, atención a drogodependientes, educación sexual, y prevención de ETS que incluyó la prueba de detección precoz de infecciones como las del VIH. Este centro municipal de salud, cuya labor ha estado estrechamente ligada a los servicios sociales municipales, ha desarrollado el Plan Municipal de Salud, y gestionado el proyecto San Fernando Saludable desde mediados de la década de 1990, con políticas pioneras en materia social y sanitaria, que llevan a San Fernando a ser la única ciudad de la Comunidad de Madrid, declarada en 1999 según la OMS Ciudad Saludable, entre otras 23 ciudades europeas que también tienen este galardón.

### Transporte

#### Por carretera

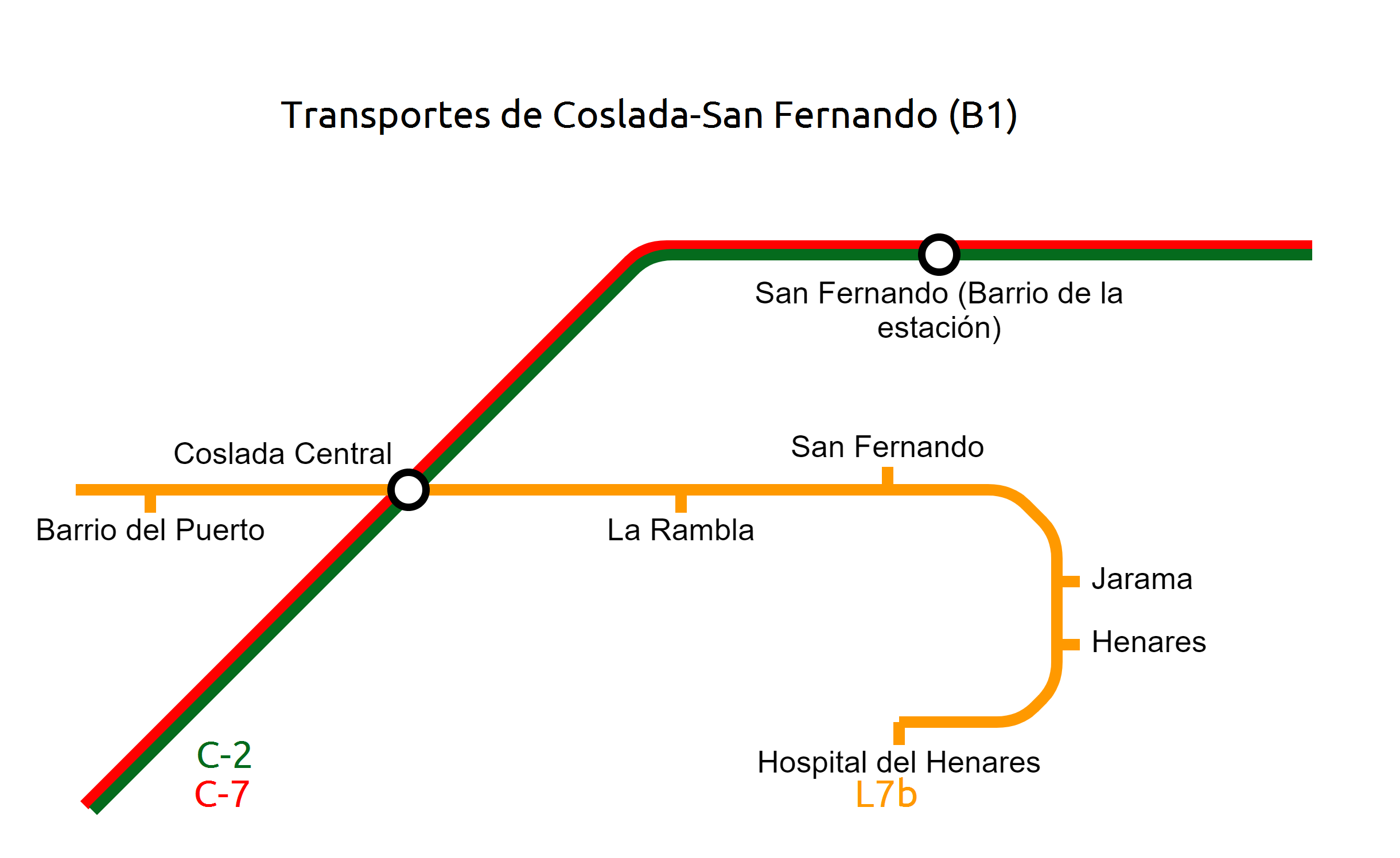
Estaciones de Metro y Cercanías en San Fernando de Henares (y Coslada)

Accesos directos desde la A-2 (km 15), M-40 y M-45 (salidas 27 y 32). También dispone de una salida muy cercana de la R-3. (Mejorada del Campo-Velilla de San Antonio)

#### Autobús
Líneas interurbanas
| Línea | Recorrido                                                                                     |
| ----- | --------------------------------------------------------------------------------------------- |
| 220   | Torrejón de Ardoz - San Fernando de Henares                                                   |
| 280   | Coslada (Estación FFCC) - Hospital del Henares - Loeches                                      |
| 281   | Madrid (Avenida de América) – San Fernando de Henares                                         |
| 282   | Madrid (Avenida de América) – San Fernando de Henares - Mejorada del Campo                    |
| 283   | Madrid (Avenida de América) – Coslada - San Fernando de Henares                               |
| 284   | Madrid (Avenida de América) – Velilla de San Antonio - Loeches                                |
| 285   | Coslada (Estación FFCC San Fernando) – Velilla de San Antonio - Arganda del Rey               |
| 287   | Madrid (Alsacia) – Coslada (Barrio de la Estación)                                            |
| 288   | Madrid (Ciudad Lineal) – Coslada - San Fernando de Henares                                    |
| 822   | Madrid (Aeropuerto) – Coslada - San Fernando de Henares                                       |
| N203  | Madrid (Ciudad Lineal) – Coslada - San Fernando de Henares - Velilla de San Antonio / Loeches |

Líneas urbanas
| Línea | Recorrido                               |
| ----- | --------------------------------------- |
| 1     | Polígono industrial - C.C. San Fernando |

#### Metro

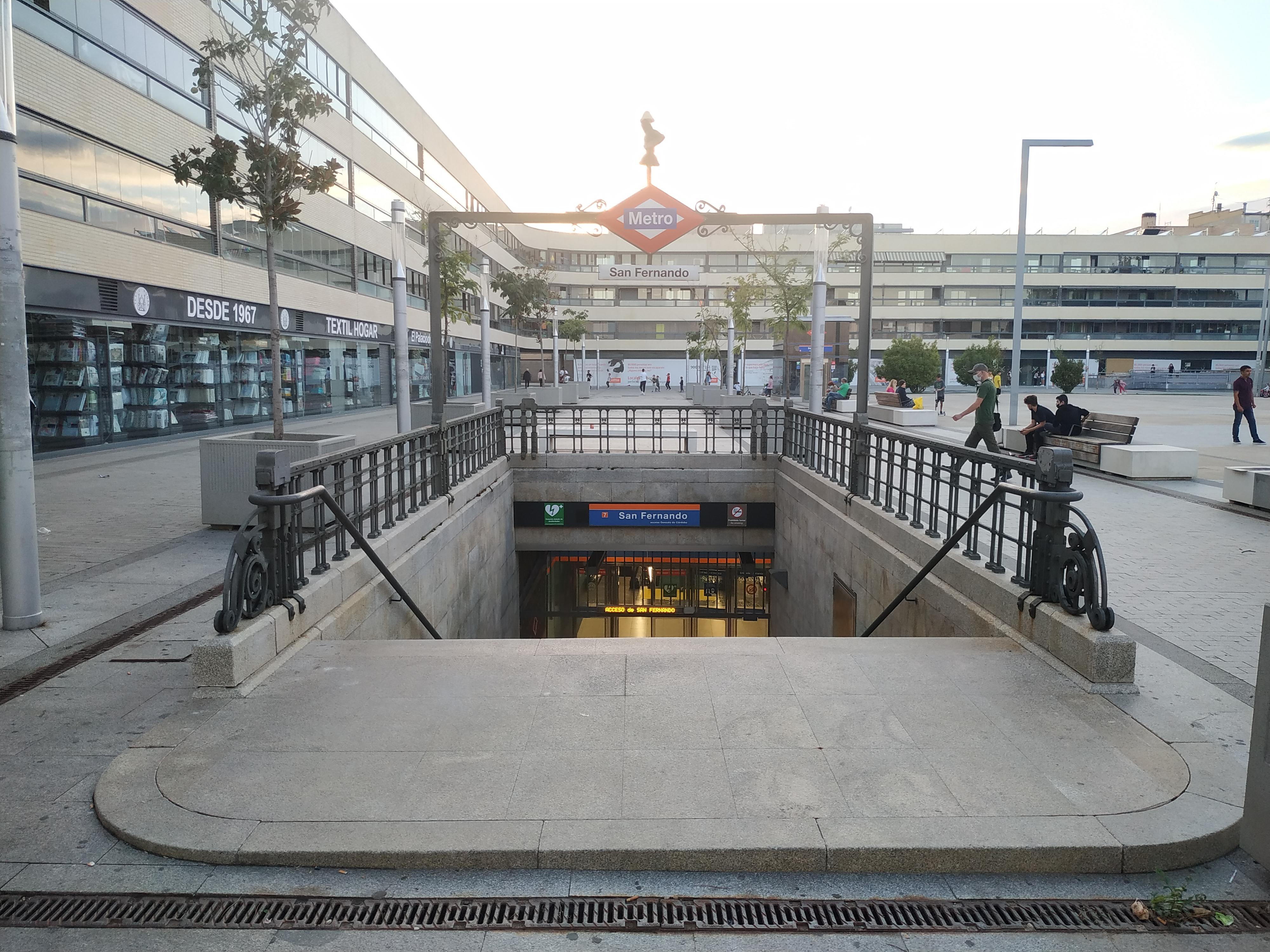
Estación de Metro de San Fernando en el centro del pueblo

| Estación     | Líneas | Servicios          | Zona |
| ------------ | ------ | ------------------ | ---- |
| San Fernando |        | Estación accesible |      |
| Jarama       |        | Estación accesible |      |
| Henares      |        | Estación accesible |      |

### Cercanías
| Líneas que prestan servicio en la estación de San Fernando | Líneas que prestan servicio en la estación de San Fernando | Líneas que prestan servicio en la estación de San Fernando | Líneas que prestan servicio en la estación de San Fernando | Líneas que prestan servicio en la estación de San Fernando |
| Procedencia/destino                                        | < Estación                                                 | Línea                                                      | Estación >                                                 | Destino/procedencia                                        |
| ---------------------------------------------------------- | ---------------------------------------------------------- | ---------------------------------------------------------- | ---------------------------------------------------------- | ---------------------------------------------------------- |
| Chamartín                                                  | Coslada                                                    |                                                            | Torrejón de Ardoz                                          | Guadalajara                                                |
| Príncipe Pío                                               | Coslada                                                    |                                                            | Torrejón de Ardoz                                          | Alcalá de Henares                                          |
| Cercedilla                                                 | Coslada                                                    |                                                            | Torrejón de Ardoz                                          | Guadalajara                                                |
| Chamartín                                                  | Fuente de la Mora                                          |                                                            | Torrejón de Ardoz                                          | Guadalajara                                                |

## Cultura

### Zonas culturales

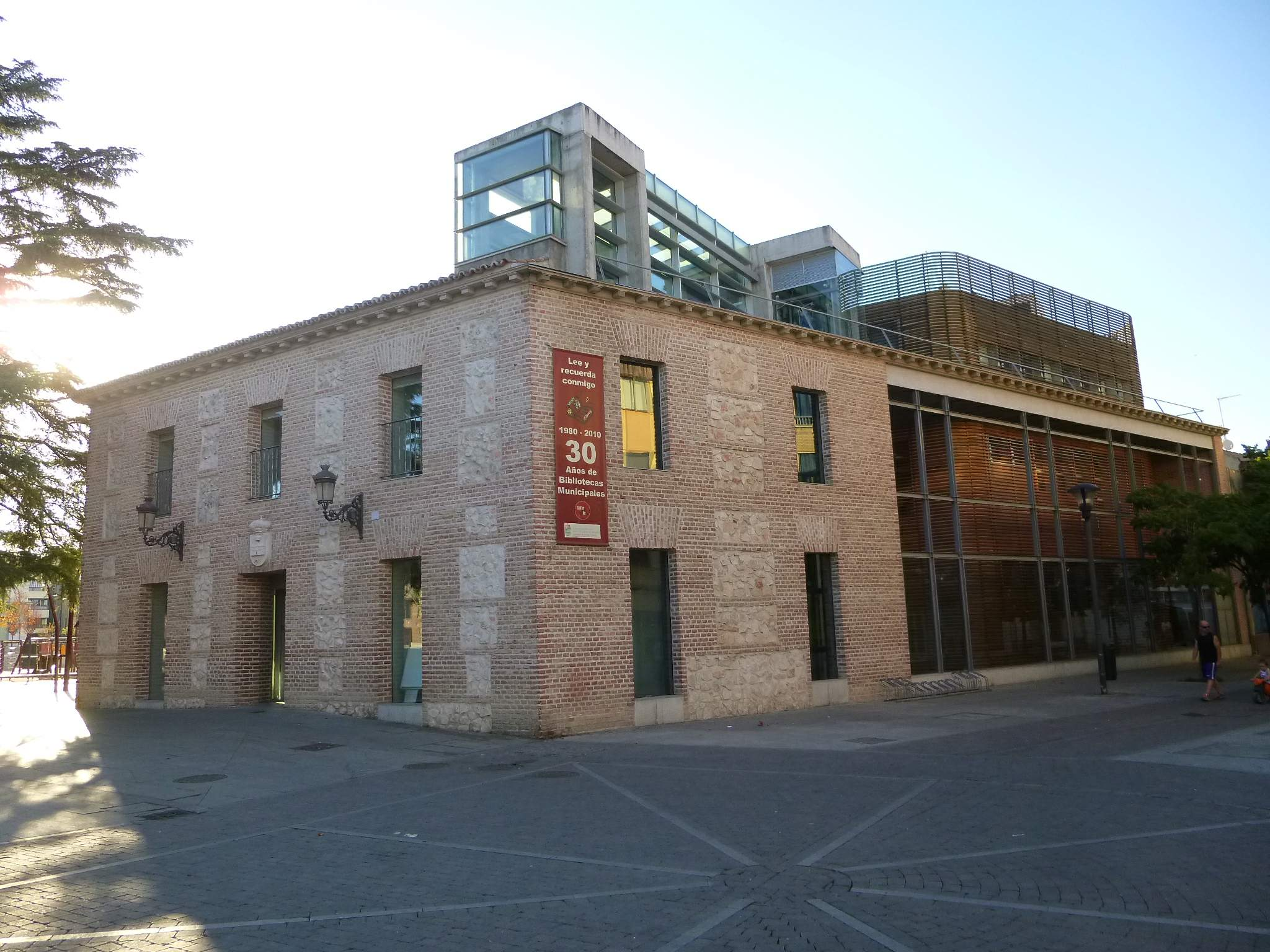
Biblioteca Central Rafael Alberti en el rehabilitado edificio de la antigua Casa Consistorial del

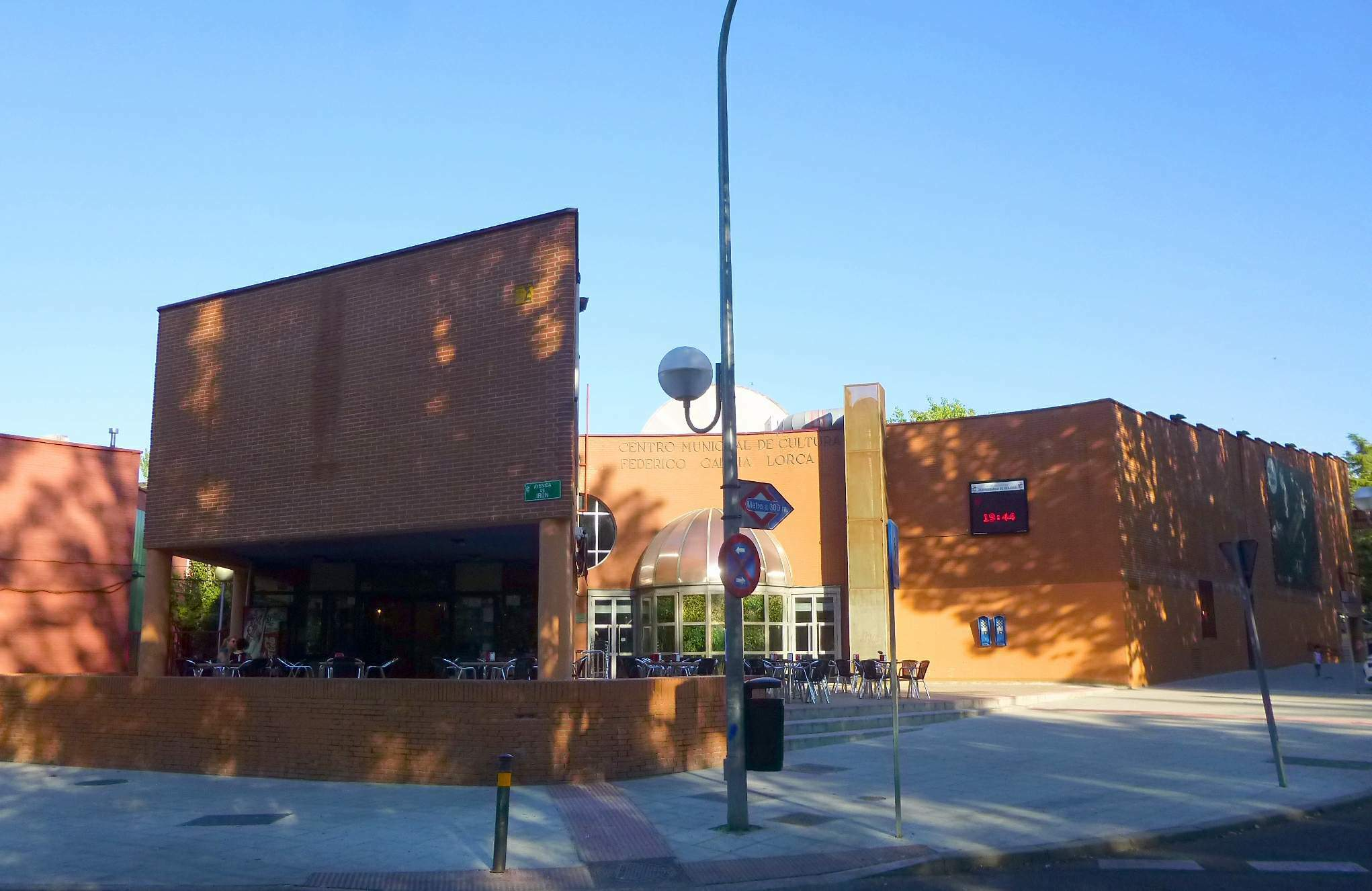
Centro cultural y Teatro auditorio Federico García Lorca en el barrio de Parque Henares

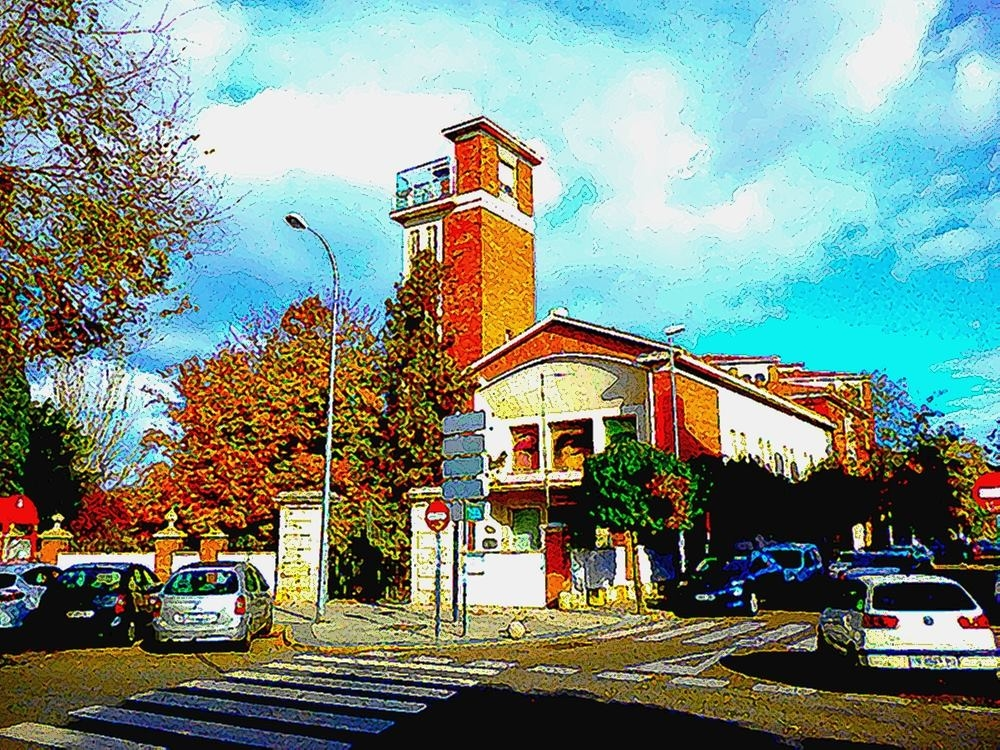
Sala de exposiciones Juan Carlos I, antigua capilla del colegio de El Pilar

En el municipio cuenta con los siguientes espacios destinados a la cultura, donde el ayuntamiento desarrolla una diversa actividad de promoción de la misma:

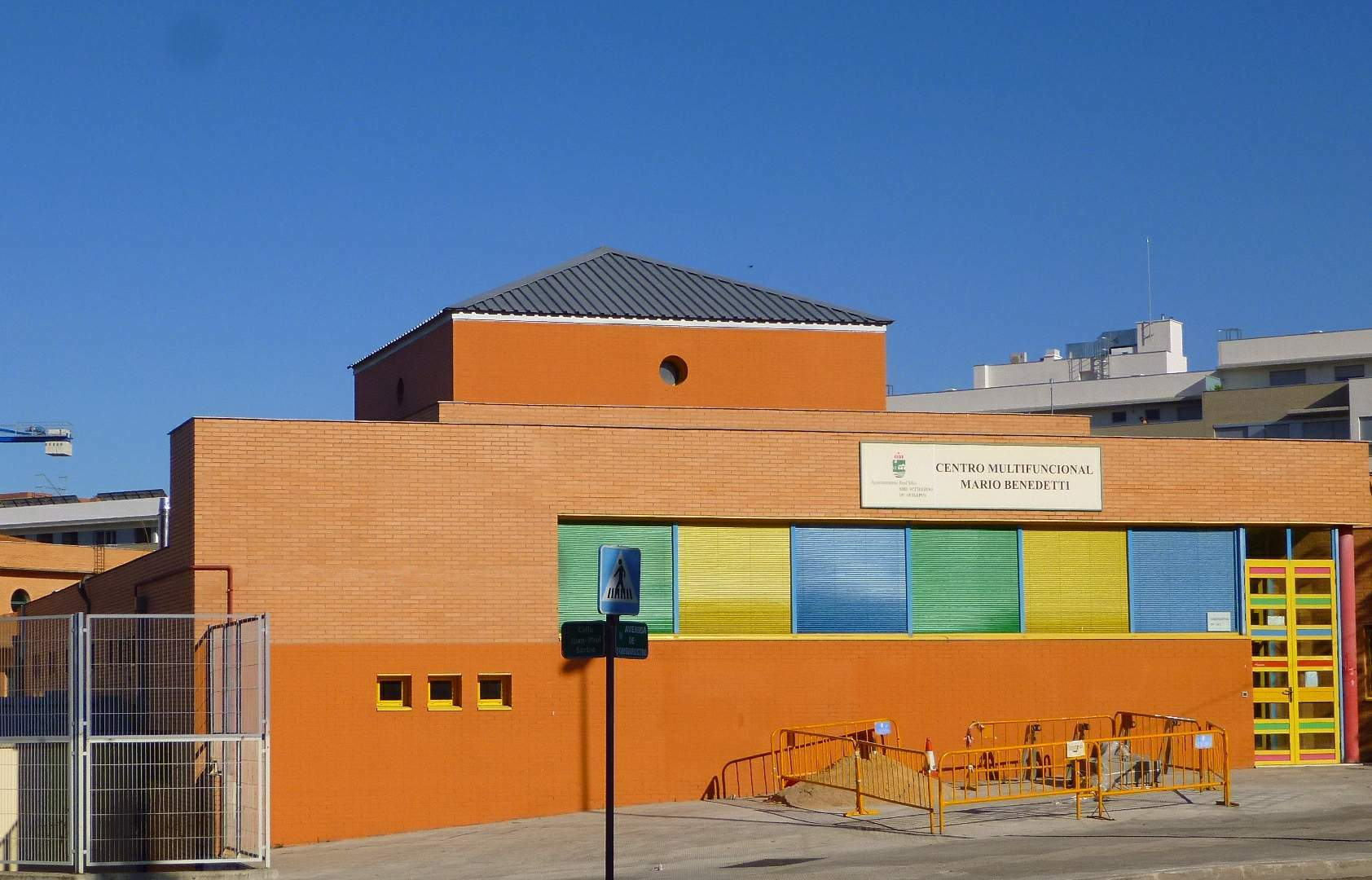
Centro cultural Mario Benedetti, sito en la avenida de Somorrostro en el extremo sur de la ciudad

- Teatro Federíco García Lorca, de propiedad municipal. Con más de 500 localidades, en él se desarrollan obras teatrales o sesiones cinematográficas. Al lado de este se encuentra el centro cultural de mismo nombre, dotado de aulas taller para cursos de diversa temática (pintura, escultura, fotografía, artes escénicas, etc).
- Sala de exposiciones Juan Carlos I, espacio recuperado para pequeñas exposiciones de pintura, fotografía, etc. En lo que fuera la capilla del antiguo colegio de El Pilar en la plaza de Fernando VI.
- Centro cultural Gabriel Celaya, con un pequeño auditorio con capacidad para 250 localidades, y una sala para exposiciones temporales, en la misma plaza que la anterior.
- Biblioteca Central Rafael Alberti. Se encuentra en la calle de la Libertad, en el casco antiguo, en el rehabilitado edificio que desde el siglo XIX albergó la casa consistorial del pueblo, hasta que en 1999 se trasladó a su actual sede en el edificio que integra los restos de la Real Fábrica de Paños. Tiene salas de estudio, una hemeroteca y zonas aptas para diferentes actividades culturales.
- Museo de la ciudad, equipamiento situado en el rehabilitado granero del número 16 de la plaza de España, que se pensó como centro de interpretación histórica sobre el Real Sitio de San Fernando, como ciudad con origen fabril ilustrado, que actualmente se encuentra cerrado y sin equipar desde 2011, dentro del litigio que se da desde 2012 con la plaza de España del municipio, por problemas de gestión con la empresa creada en su día para su rehabilitación, que incluía el edificio del granero, y que llevada a la quiebra, supuso el embargo de bienes que incluyen propiedades inicialmente municipales, entre ellas el referido edificio.
- Centro cultural Mario Benedetti, situado en la zona de más reciente construcción al sur de la ciudad, cuenta con un pequeño auditorio polivalente, e integrada una casa de niños, donde se desarrollan diversas actividades lúdicas y culturales para el público infantil. Contaba hasta septiembre de 2012, con una pequeña biblioteca de barrio, para público infantil y juvenil, que fue cerrada por razones de ajuste presupuestario, estando menos dotada que la actual biblioteca central Rafael Alberti en el centro del pueblo.

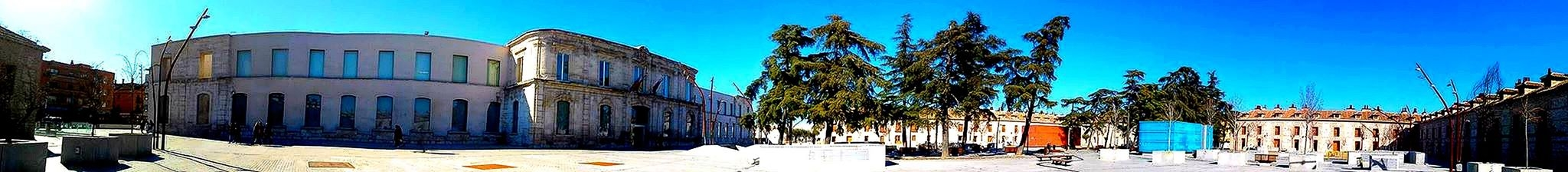
Panorámica de la plaza de España y Real Fábrica de Paños

### Lugares de interés

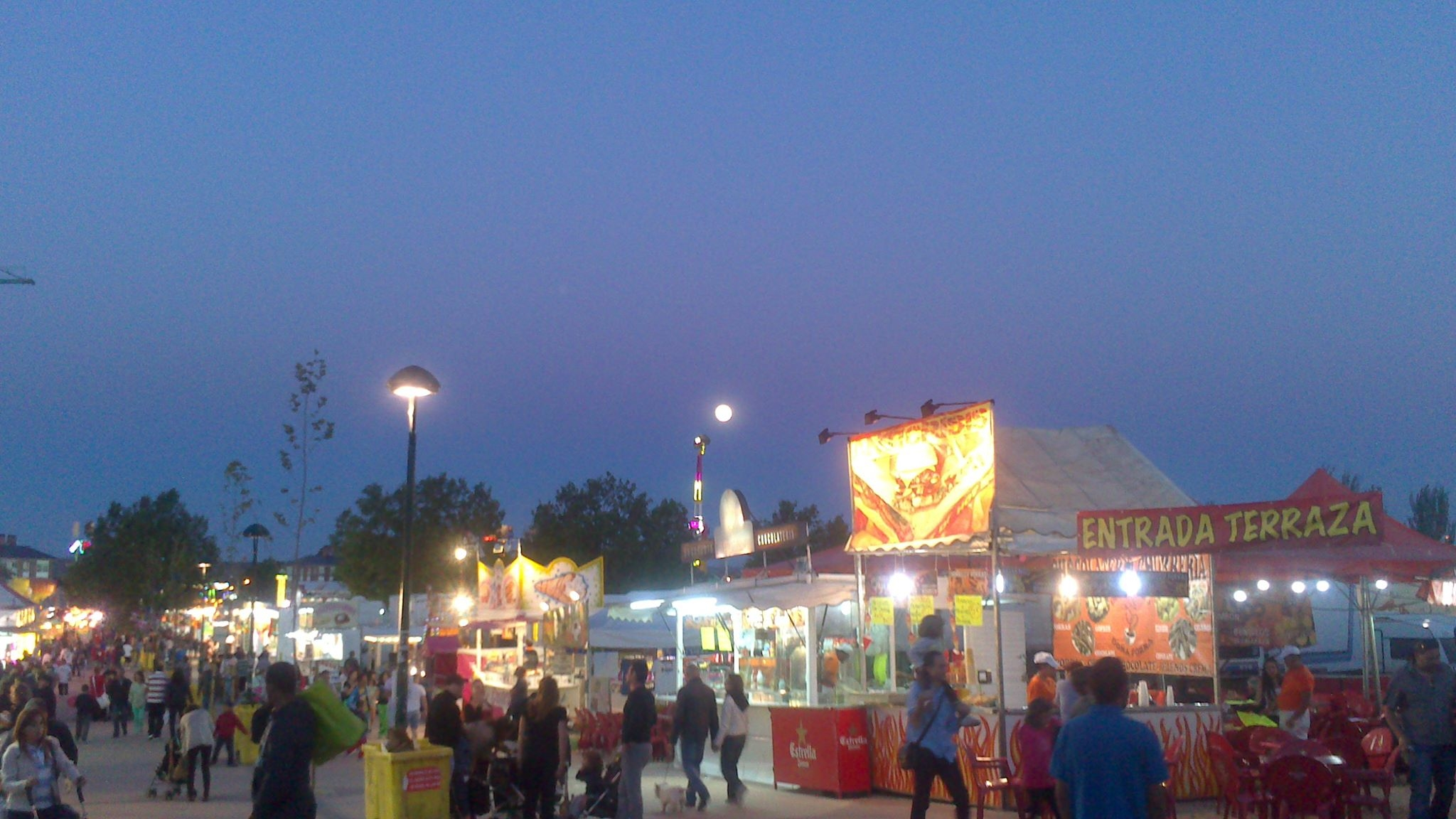
Feria de San Fernando por las fiestas patronales del 30 de mayo

Existen varios lugares de especial interés en el municipio:

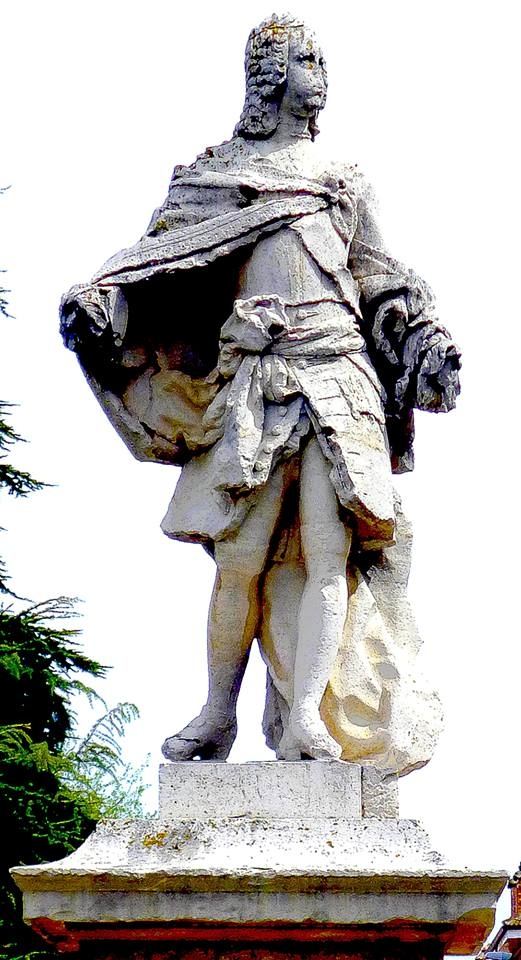
Estatua del Rey Fernando VI en la plaza circular del Real Sitio que lleva su nombre

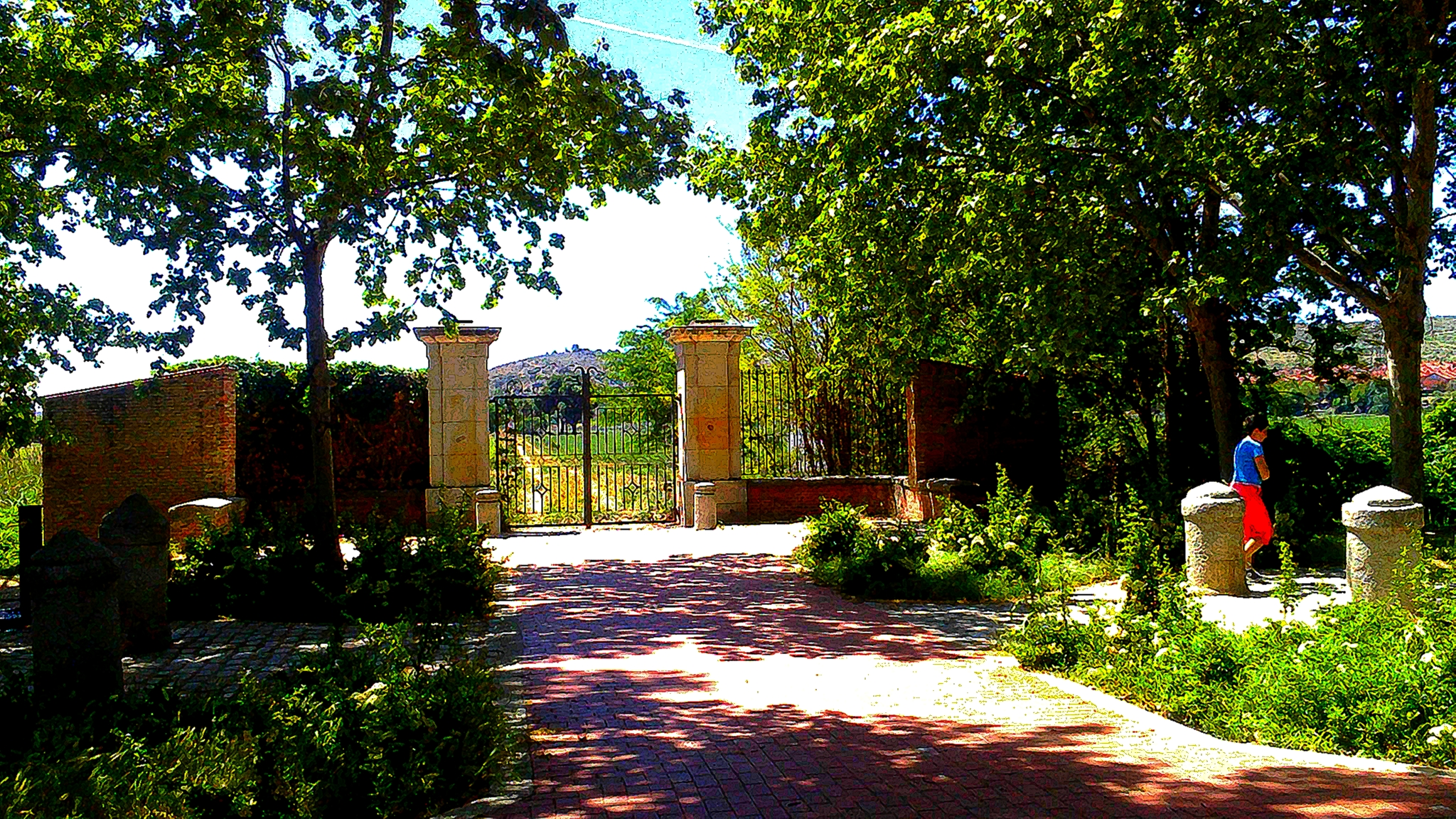
Puerta del Rey de acceso a La Huerta Grande del Real Sitio en el paseo de Los Chopos

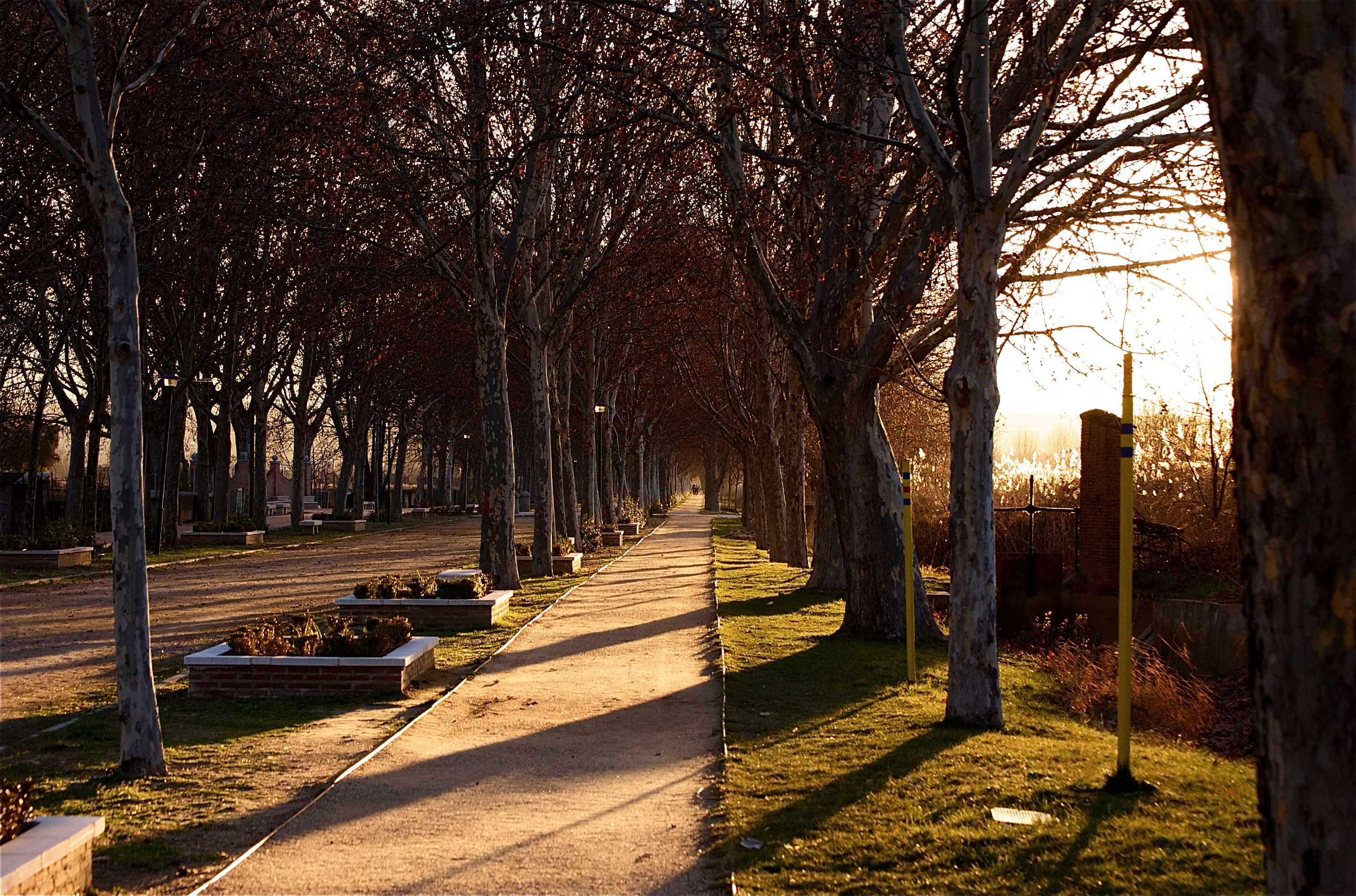
Paseo de Los Chopos uno de los paseos históricos del Real Sitio en La Huerta Grande de la Vega del Jarama

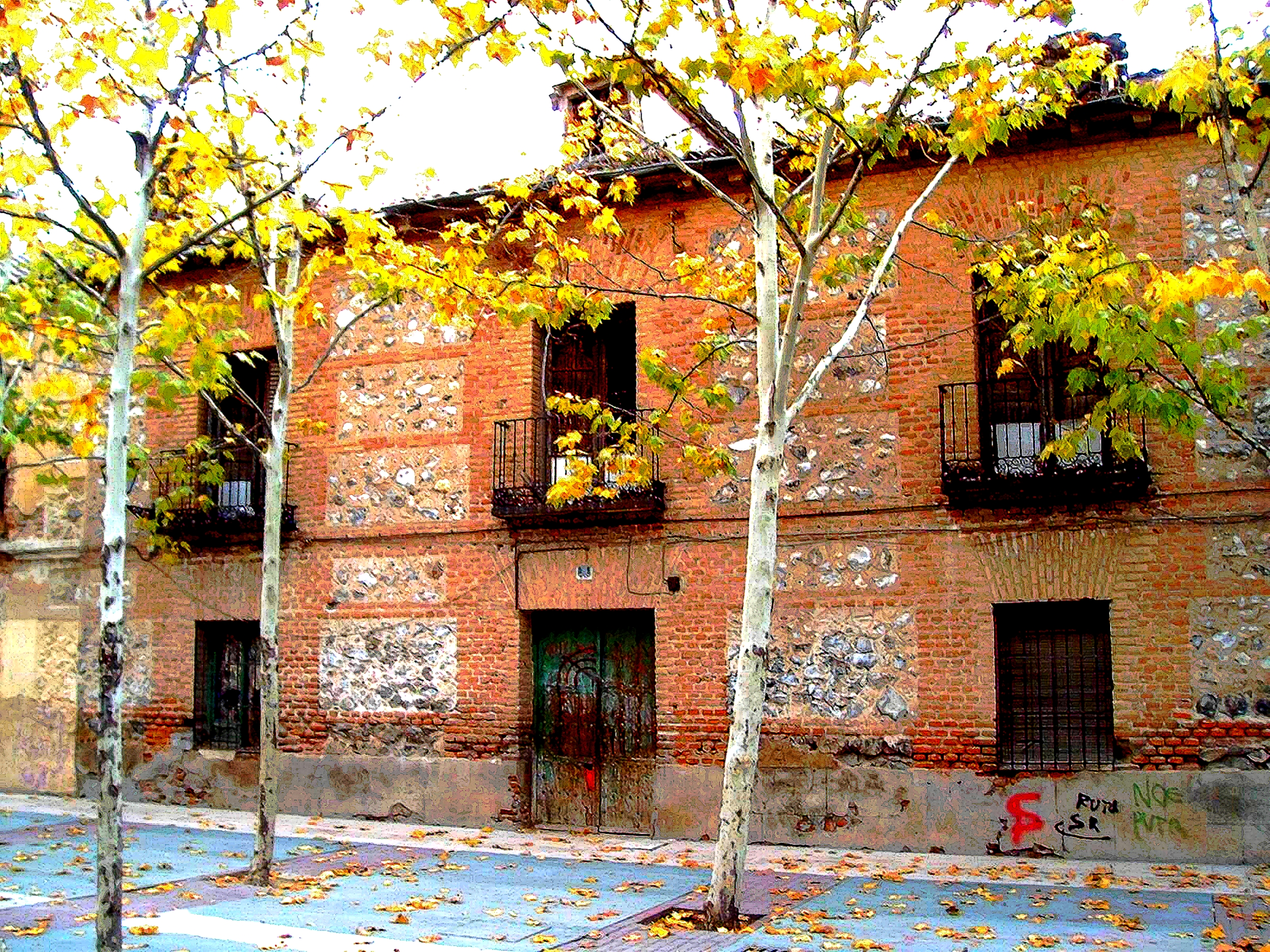
Composición Original fachadas casas plaza de España

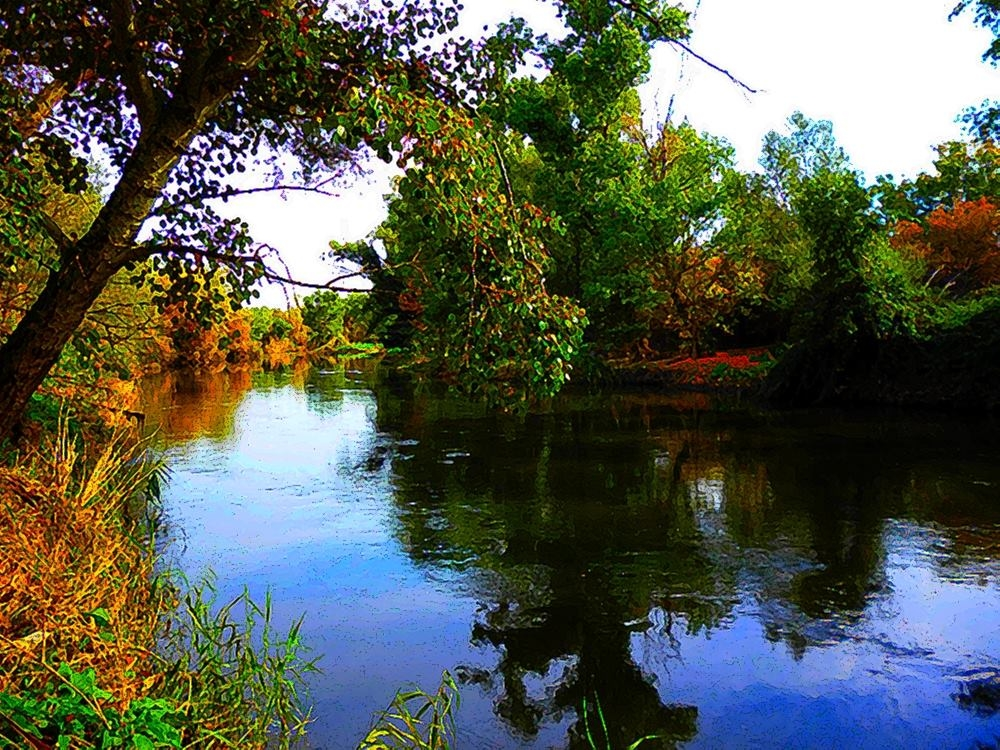
Río Jarama a su paso por San Fernando de Henares

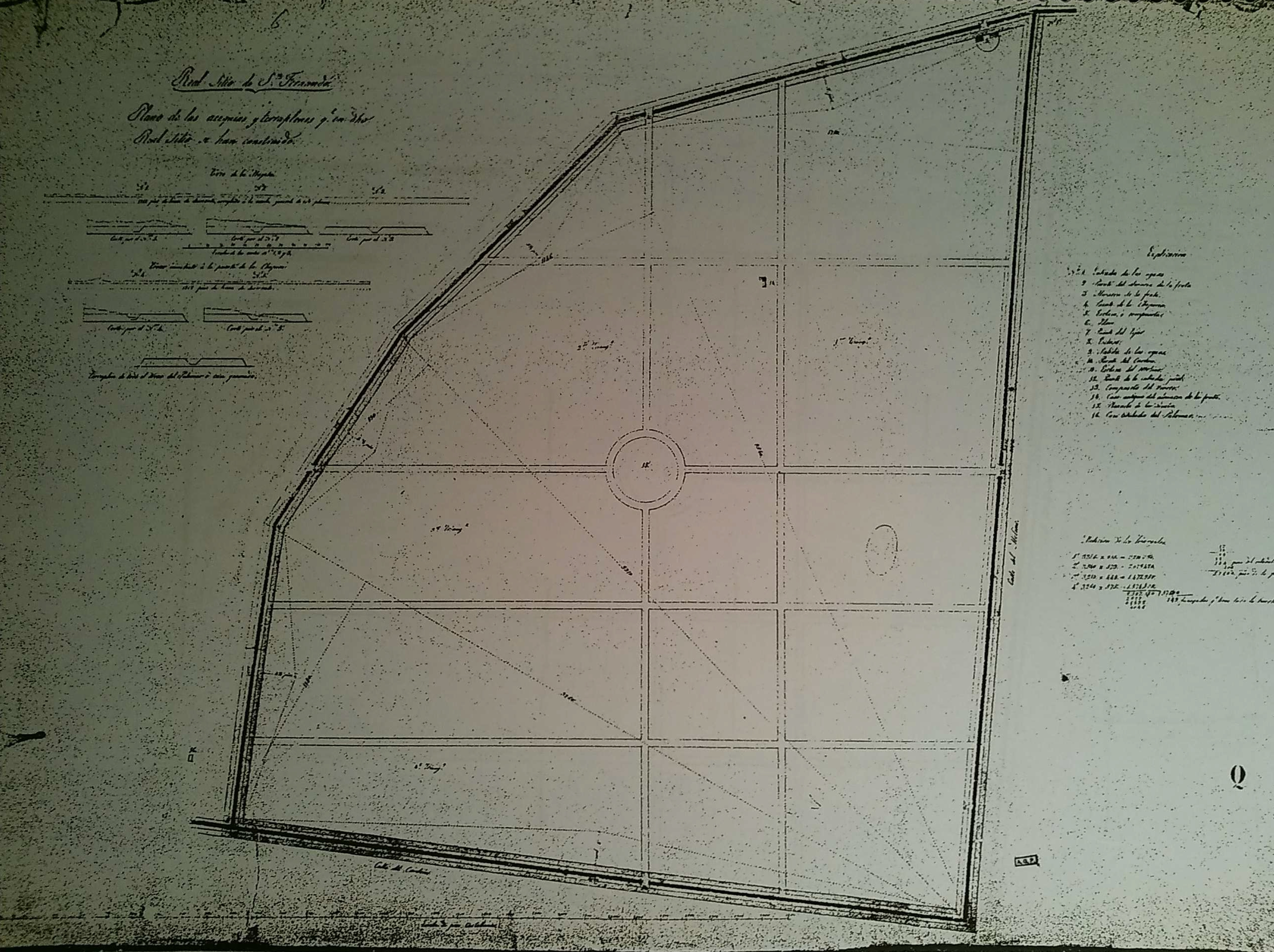
Plano de Acequias y Terraplenes de la Huerta Grande del Real Sitio, a mediados del

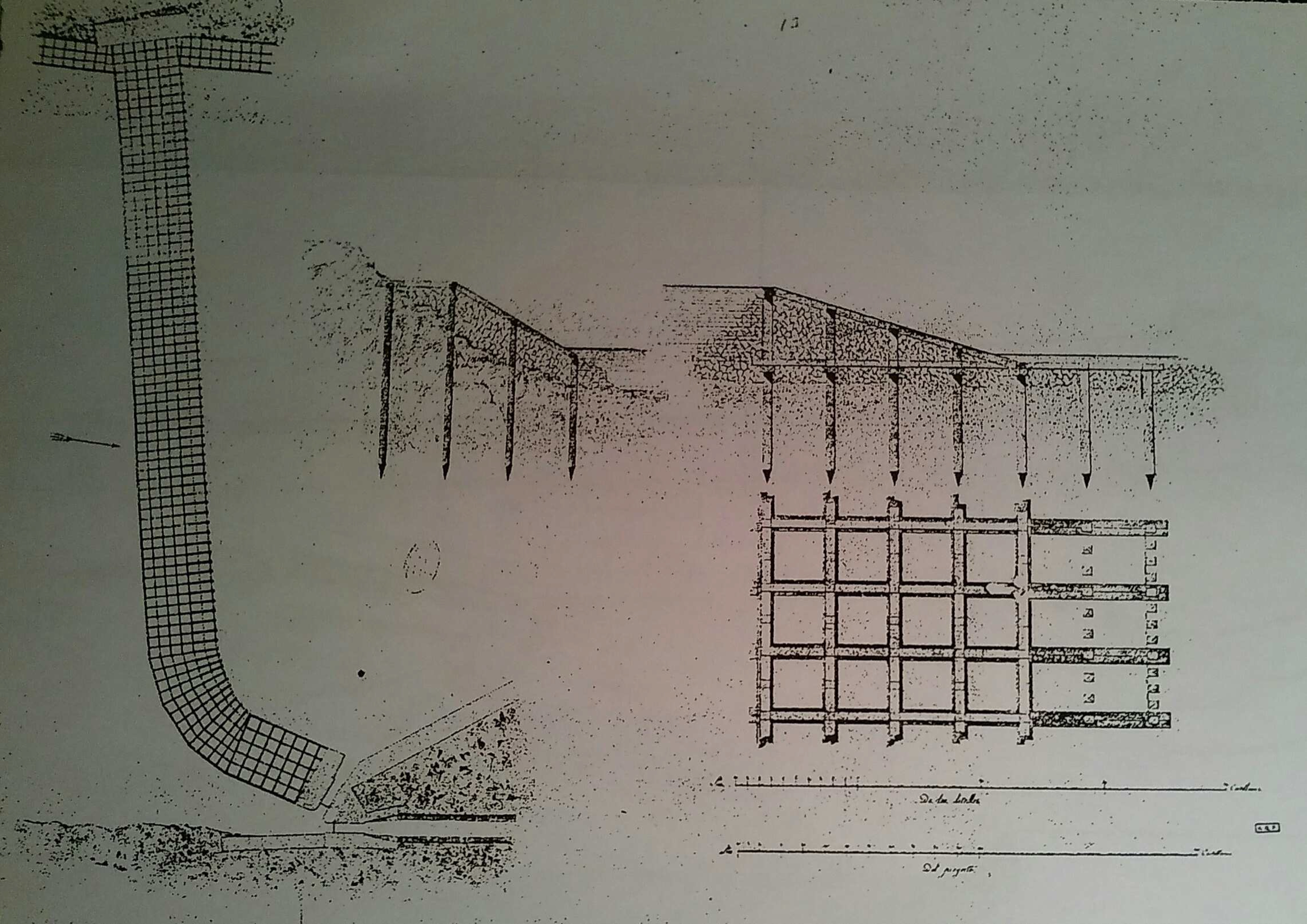
Proyecto de presa en el Jarama y embocadura del caz de regantes

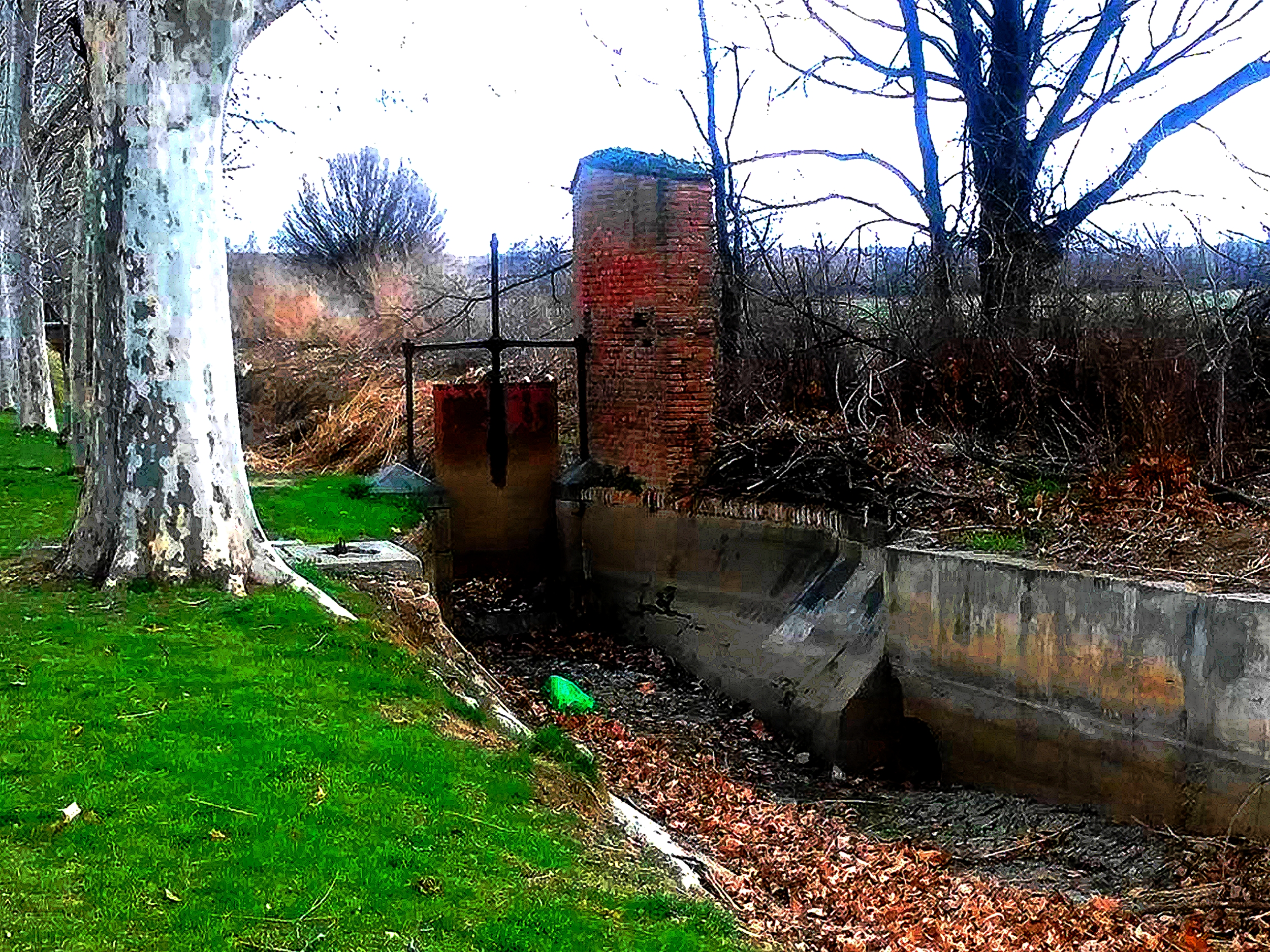
Estado actual de las compuertas de regulación del caz, sistema de riego original de La Huerta Grande del Real Sitio

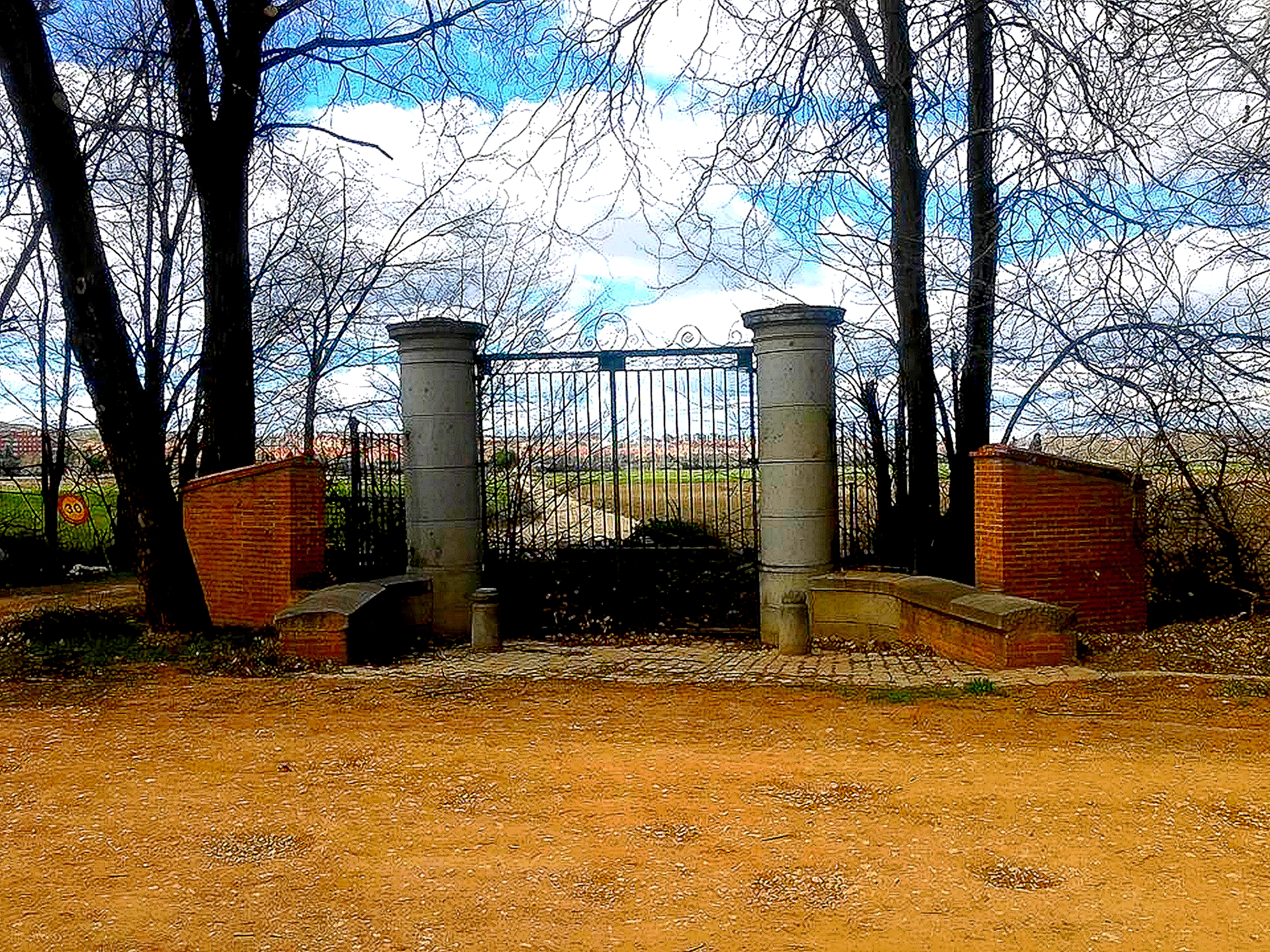
Puerta de La Reina en el paseo de Los Plátanos de la Huerta Grande del Real Sitio de San Fernando

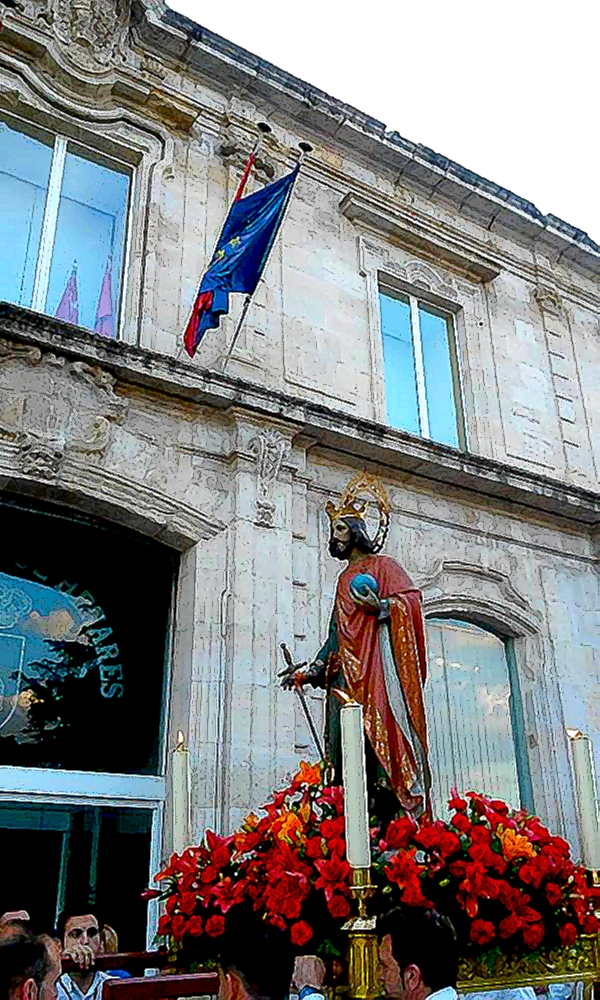
Procesión de San Fernando el 30 de mayo, durante las fiestas patronales

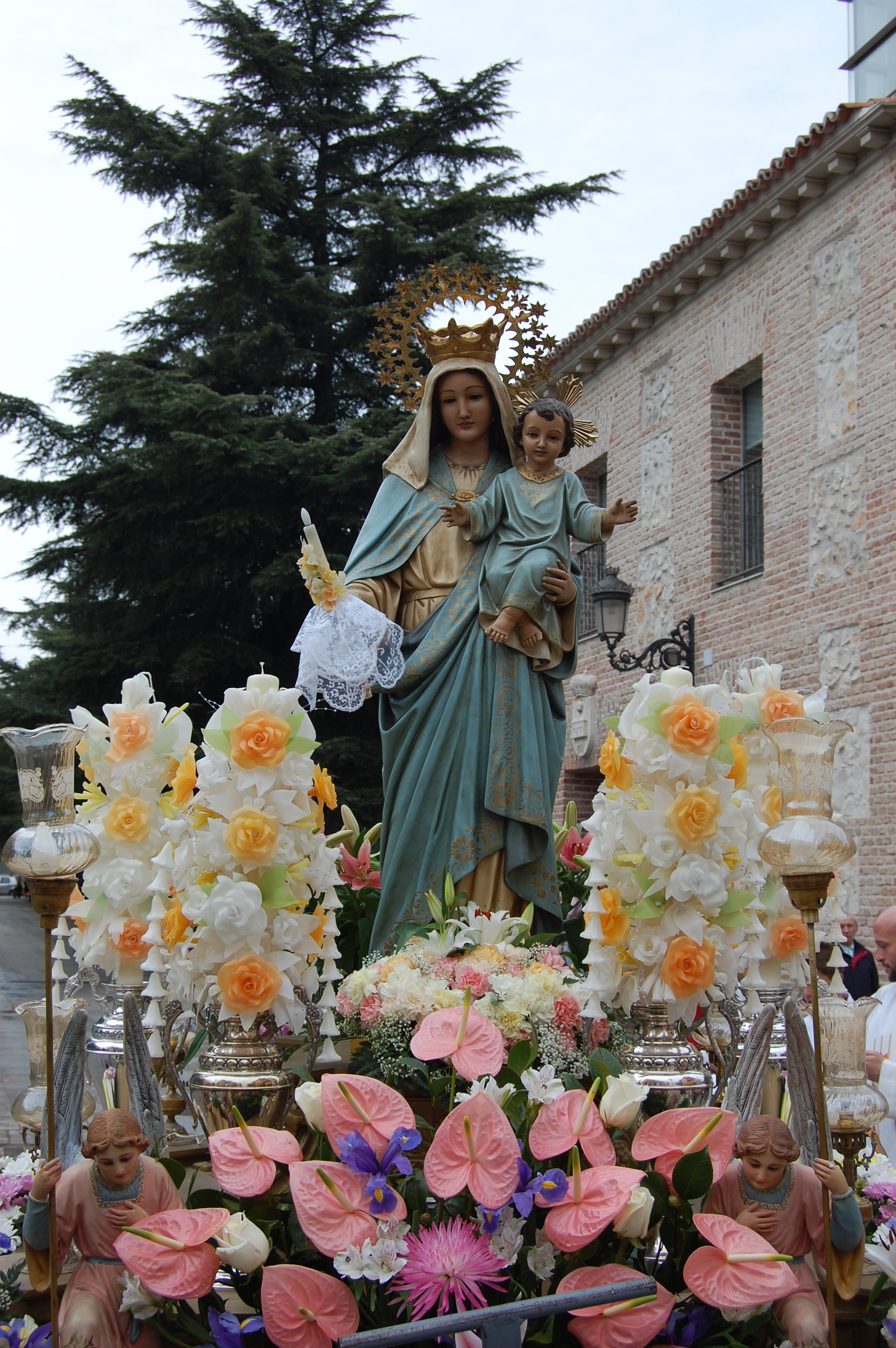
Virgen de las Candelas, anterior patrona del lugar de Torrejón de la Rivera, asumida por el pueblo nuevo de San Fernando en el, cuya festividad se celebra el 2 de febrero

- El Conjunto Urbano del Real Sitio, formado por la plaza de España y sus edificios, restos de la Real Fábrica de Paños, la plaza de Fernando VI y calles que la irradian, fueron declarados conjunto histórico artístico por Real Decreto en 1983, conservándose el mismo trazado que en el momento de creación del municipio en el siglo XVIII, donde se conservaban los edificios originales de las casas de los operarios de la Real Fábrica en la plaza cuadrada, reconstruidas o rehabilitadas en 2012 manteniendo su estilo original, frente a la fachada de la Real Fábrica, restaurada e integrada en el nuevo ayuntamiento en 1999. La plaza de España ha sido siempre la plaza mayor de San Fernando y es hoy corazón de la ciudad en la que reside su memoria histórica reconstruida a partir de los valores ilustrados que inspiraron su fundación. En la plaza redonda, llamada de Fernando VI se encuentra simbólicamente en su centro, la estatua de dicho rey, impulsor de la fundación de la Real Fábrica y nueva población vinculada a la misma, trasladada desde el Palacio Real al municipio en 1844 durante el reinado Isabel II, la plaza, es centro geométrico de la actual trama urbana del municipio de la que parten las ocho calles que lo estructuran. Todo este conjunto edificado y su trazado urbanístico, es representativo de las ideas urbanísticas ilustradas de la primera mitad del siglo XVIII.
- El paseo de Los Chopos, llamado del Molino, que en el pasado enlazaba con la plaza de Fernando VI, a través de la actual calle de La Huerta que era uno de los paseos arbolados que unían la población con La Vega y el río. Es junto con el paseo de los Plátanos, llamado antes de El Cardón, uno de los principales paseos arbolados que bordeaban la Huerta Grande además del paseo de La Agujeta que transcurre paralelo a la circunvalación urbana, siendo una de las más fértiles huertas regadas por el río Jarama. Estos paseos, dan acceso a otros enclaves naturales del municipio dentro del parque regional del Sureste que ocupa 29 de los 39 km² del término municipal. Conforma este conjunto de paseos arbolados, caces y huertas, una suerte de espacio que conjuga valores histórico-artísticos y ambientales en el borde urbano de pueblo, muy valorado para el esparcimiento por los vecinos, mantenimiento su secular actividad agraria. Destacar en ellos, además de los paseos arbolados, el sistema de riego original de las huertas del Real Sitio, con su caz, esclusas, puentes y puertas como la del Rey y de la Reina, así como los restos de un puesto de caza en lo que era la plaza central de la Huerta Grande, que data de principios del siglo XX. Aunque no es comparable por el desigual estado de conservación y su origen y devenir histórico, la Huerta Grande del Real Sitio de San Fernando, es un reflejo de las de Aranjuez, población de fundación contemporánea a San Fernando.

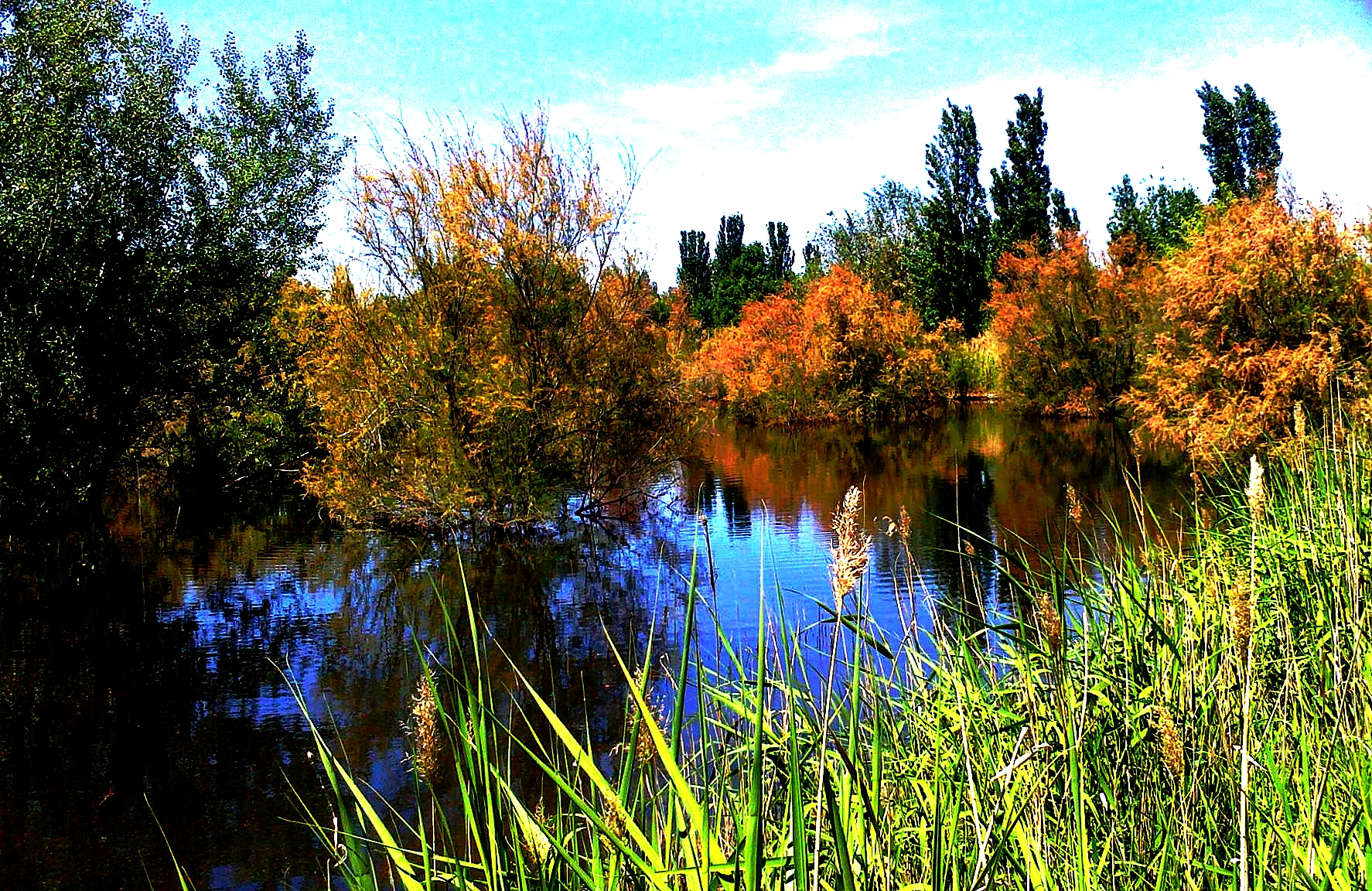
Humedal de "La Guindalera", uno de los enclaves naturales en el parque regional del Sureste

- Humedal de "La Guindalera", uno de los enclaves naturales en el parque regional del SuresteEl castillo palacio de Aldovea, situado al Este del término y colindante con Torrejón de Ardoz, cerca de Parque Europa, fue un típico castillo medieval, transformado en el siglo XVII en un palacio característico de la época. Es de planta rectangular con cuatro torres en los ángulos, sustitución sin duda de los cubos del castillo torreado del medievo. Se estructura en tres pisos, separados por una imposta continua y rematados por alero a modo de cornisa de mediano vuelo, siendo recorrida esta en su parte inferior por modillones. Los muros son de ladrillo visto, utilizando la piedra en el zócalo, las molduras y en las cadenas que refuerzan los ángulos de las torres. Su fachada principal ligeramente retranqueada con respecto a las dos torres laterales presenta en su eje central una portada flanqueada con columnas fajadas y rematada en su parte superior por un frontispicio roto, en cuyo centro se encuentra el escudo de España y la corona real en la parte superior, siendo arropada por un grupo escultórico de angelitos que sujetan un capelo y a los lados unos pedestales con bolas características del siglo XVIII. En el piso bajo a los lados de la puerta principal y sobre el zócalo se abren tres huecos de ventanas con rejas a cada uno de los lados, en el piso principal y encima de cada una de las ventanas, balcones sencillos y en el piso superior con rejas, estando coronadas con frontones triangulares las que se encuentran en los extremos de las torres, siendo este un añadido del siglo XVIII. Las fachadas laterales y posterior presentan la misma distribución que la fachada principal. En cuanto a la planta de la casa-palacio sabemos que se organizan las estancias en torno a un patio, por el que reciben aire y luz las habitaciones y a las que se accede por un zaguán desde la puerta principal. La distribución es la siguiente: en planta baja caballerizas, cocheras y cocina, en planta principal los salones, cámaras, antecámaras, gabinetes y alcobas principales, y en el piso superior las habitaciones para criados y otros complementos. La comunicación entre los pisos se hace mediante escalera principal de peldaños de madera, otra secundaria por la que se accede a la cocina y dos de caracol que desde el piso principal comunica las torres y desvanes. Otro elemento singular son las chimeneas de estilo francés. La cubierta es de teja, con grandes aleros de madera. La casa-palacio tiene por tanto, las mismas características en un palacio urbano de Madrid del siglo XVII. Frente a esta casa-palacio hay una ermita, llamada de la Magdalena, y actualmente en ruinas, así como la casa del guarda. Este castillo debió ser levantado hacia finales del siglo XI o principios del siglo XII probablemente se tratara de una fortaleza, cuya importancia era de índole estratégica al estar situada a orillas del Jarama. Por esta misma época se encuentras las primeras referencias al castillos de Aldovea en un documento donde se dice que en 1154 fue dada la villa de Mejorada al Arzobispo de Toledo, así como el cercano castillo. No sabemos mucho del castillo hasta el siglo XVI; en 1570 se hace una información por el señor don Miguel de Silba, contador mayor de rentas del arzobispo, acerca de las obras que necesita el castillo de Aldovea, y ya en 1599 se efectúan las reparaciones en él. En 1715 se produce un incendio en las caballerizas y pajar, ocasionando su ruina total. El castillo y parte de la propiedad fueron modificados durante el siglo XVIII como se aprecia en el "Plano del Soto de Aldovea" hecho por Damián Mota con motivo del apeo, deslinde y amojonamiento del término en 1790 ante la venta de la posesión a Manuel Godoy. En esta época, el castillo ya había adquirido la configuración actual. En 1804, Manuel Godoy lo vendió al rey Carlos IV y partir de aquí fue incorporado al real patrimonio en el Real Sitio de San Fernando junto con sus sotos. Al Real Patrimonio perteneció hasta que en 1869 en que por la Desamortización de bienes de la corona, fue subastado, siendo adquirido el castillo y sus tierras por la familia Figueroa Bermejillo, Marqueses de Gauna y duques de Tovar (una de las ramas de la familia Romanones). Este duque de Tovar poseedor de una famosa ganadería de reses bravas en los alrededores del castillo lo convirtió en palacio residencia. Actualmente sigue siendo de la misma familia, los duques de Tovar.
- Archivo histórico de la ciudad, que se encuentra en la plaza de España dentro de las dependencias del ayuntamiento y contiene documentación histórica desde la creación del municipio. Desde 2011 el municipio cuenta con un nuevo edificio singular para MUSEO DE LA CIUDAD, que permanece aún sin equipar.
- Parroquia de la Purificación de Nuestra Señora , si bien el edificio del templo, construido en 1965, carece de todo interés arquitectónico, por tratarse de una "nave" de diseño casi industrial, cuya dignidad fue dejada a la bondad de los materiales. Se pueden observar las pilastras en granito de una de las puertas históricas de la ciudad, en concreto las que daban acceso a la Huera Chica, en parte de cuyo solar se levanta la parroquia en el barrio del mismo nombre. El origen de las puertas es el mismo de las del Rey y de la Reina que se sitúan en la Huerta Grande o de La Vega, así como la que daba acceso a la Real Casa de La Administración, que actualmente da acceso a la sala de exposiciones Juan Carlos I en la plaza de Fernando VI.

### Ruta de las tapas
Desde 2008 el Ayuntamiento de San Fernando de Henares celebra la Ruta de las tapas, una ruta gastronómica que pasa por varios bares y restaurantes que ofrecen degustar una tapa. Se puede inscribir cualquier establecimiento hostelero, y el objetivo del ayuntamiento es fomentar la oferta gastronómica del pueblo. Esta ruta se celebra en el mes de abril, aunque los días varían.

### Fiestas locales
30 de mayo, Fiesta de San Fernando. Patrón del municipio. Durante toda la semana se instala la feria en el recinto ferial a la que suelen acudir los ciudadanos. También se celebran encierros, mercadillos y diversas actividades culturales y deportivas. Son numerosas las peñas que alegran las fiestas.
2 de febrero, Día de la Candelaria. Fiesta tradicional. "La Virgen de las Candelas" es la Patrona del Real Sitio de San Fernando de Henares, desde sus orígenes. Ya se veneraba en el núcleo original de Torrejoncillo. En torno a esta advocación mariana surge una hermandad a finales del siglo XVIII, formada solo por hombres, de la que entraron a formar parte los trabajadores de la Real Fábrica de Paños. Esta hermandad renovada y fusionada con otra hermandad antigua sigue hoy en día celebrando la fiesta de la patrona. Al no ser festivo el día 2 de febrero la hermandad realiza la fiesta el primer fin de semana de febrero, con vigilias, procesiones, etc. La actual Hermandad de Jesús Yacente del Perdón y Purificación de Nuestra Señora. "Las Candelas"  está preparando la celebración del 225 aniversario de su fundación, haciéndolo coincidir con el primer centenario de la Hermandad de la Soledad y el 50 aniversario de la creación de la nueva parroquia de la Purificación de Nuestra Señora. Por tal motivo prepara una exposición con documentos orales, fotográficos y documentales con la ayuda de todos los habitantes del municipio.
El "Día de la Tortilla" se celebra el día 3 de febrero. No hace muchos años los vecinos de San Fernando iban a los cerros a dar cuenta de tan delicioso manjar, era una fiesta familiar en la que a pesar de las inclemencias del invierno, la gente disfrutaba de un día en el campo. Hoy en día debido a la urbanización de la zona, apenas quedan restos de los cerros y la fiesta se celebra en lugares apropiados en los que el ayuntamiento instala atracciones para los más pequeños y ameniza el día con orquestas y charangas.
Desde hace ya algunos años el día 2 de febrero es laborable a todos los efectos al asumir el Ayuntamiento como segunda fiesta local la del 15 de mayo, festividad de San Isidro. Si bien la tradición es que en esta fecha se celebraba la festividad de la antigua patrona del Real Sitio, "La Virgen de las Candelas" cuya devoción proviene del antiguo pueblo y lugar de Torrejón de la Ribera, sobre el que se funda en el siglo XVIII el pueblo nuevo de San Fernando. La Virgen de las Candelas o "Nuestra Señora de la Purificación" cuya hermandad se funda en entorno al año 1791, era la única festividad patronal del municipio, hasta que en 1890, se empezara a celebrar el santo de la onomástica del rey fundador del Real Sitio, Fernando III de Castilla. La cercanía a la capital y el gran número de vecinos que trabajan en la ciudad de Madrid ha hecho que el Ayuntamiento decida cambiar la fecha del 2 de febrero como festividad local al 15 de mayo. La asociación de agricultores y ganaderos de San Fernando celebra su patrón con la tradicional procesión del Santo. Durante el recorrido son varios los cohetes que se lanzan al cielo y al llegar a la plaza de Fernando VI, se bendicen simbólicamente los campos que antiguamente eran fuente de riqueza para el municipio.
También es digna de mención la Cabalgata de Reyes, que celebra el ayuntamiento en colaboración con todas las asociaciones del municipio. El número de carrozas asciende a 18 repartidas entre los diferentes colectivos, los cuales con su alegría y bien hacer, convierten la noche de reyes en un espectáculo de magia para el disfrute de pequeños y mayores. Son varias las toneladas de caramelos que se lanzan al aire en esta tradicional noche.
Durante el carnaval San Fernando se viste de color y alegría. El desfile está compuesto por un número cada vez mayor de colectivos y vecinos particulares, los cuales desfilan por diversas calles del municipio. Durante la noche tiene lugar el baile de carnaval, en el que se reparten los premios a los colectivos y a los disfraces individuales.
Desde hace muchos años el miércoles de ceniza, San Fernando celebra el tradicional entierro de la sardina. En la plaza de España el ayuntamiento en colaboración con las Peñas, se asan sardinas y las peñas del municipio las reparten a todos aquellos que quiera acercarse a degustar tan característico manjar.
La Semana Santa poco a poco va adquiriendo cierta relevancia en el municipio. El Jueves Santo desde la parroquia de los Santos Juan y Pablo sale la procesión del Nazareno. El Viernes Santo por la mañana la parroquia de la Purificación celebra un viacrucis cantado alrededor de la parroquia y por la noche celebra la procesión del Santo Entierro con las imágenes de Jesús Yacente del Perdón y María Santísima de la Soledad. El mismo día la parroquia de los Santos Juan y Pablo celebra la procesión de la Dolorosa.
En septiembre, en concreto el segundo domingo se celebra la ya tradicional y centenaria procesión de la Soledad, siendo esta una advocación muy venerada en el real Sitio.

### Medios de comunicación

#### Prensa
- Sanfer al Día
- La Quincena, periódico del Corredor del Henares[25]
- Calle de la Libertad, revista del ayuntamiento que se entrega cada mes a todos los vecinos[26]
- Demás prensa nacional

#### Radio
- Onda Cero (Alcalá y coslada)
- SER Henares (Rama de la Cadena SER)
- 40 principales Madrid
- Kiss FM Madrid
- Radio Marca
- Europa FM
- Radio 4G
- Demás cadenas nacionales

#### Televisión
- TV San Fernando, la televisión de San Fernando de Henares por internet[27]

### Deporte
El equipo fútbol de la localidad, el Club Deportivo San Fernando de Henares, milita en la tercera división de España y jugó la liga de ascenso a segunda división B en la temporada 2006/2007. En ella superó la 1.ª eliminatoria en la que jugó frente al C.D. Roquetas, y en la 2.ª eliminatoria cayó eliminado con el C.D. Denia. Sin embargo, en la temporada 2007/08 bajó a la categoría inferior. Juega en el estadio Santiago del Pino.
Datos de interés relativos a la trayectoria del Club Deportivo San Fernando de Henares
- Temporadas en 1.ª: 0
- Temporadas en 2.ª: 0
- Temporadas en 2.ª B: 0
- Temporadas en 3.ª: 37 con la de nueva temporada 2019-2020
- Temporadas en Prefente: 9
- Temporadas en 1.ª Regional: 1
- Temporadas en 2.ª Regional: 10
- Temporadas en 3.ª Regional: 5
- Temporadas en 4.ª Regional: 6
- Mayor goleada conseguida como local: - CD San Fernando 15 - 1 Illescas - 1967/1968
- Mayor goleada conseguida como visitante: - Avance 3 - 8 CD San Fernando - 1964/1965
- Mayor goleada encajada como local: - CD San Fernando 2 - 8 CD Ciempozuelos - 1957/1958
- Mayor goleada encajada como visitante: - Talavareño 13 - 1 CD San Fernando - 1955/1956
- Récord goles anotados:102 goles - 1971/1972
- Récord goles encajados:91 goles - 1957/1958
- Más puntos conseguidos:79 puntos - 2008/2009
- Menos puntos conseguidos:3 *puntos*sanción - 1957/1958
- Puesto más repetido en la clasificación tercera división (7.º en 6 ocasiones)
- Mejor puesto: -3.ª: 3.ª,y 5.ª temporada 2006/07 y 2015/2016
- Peor puesto: -3.ª; 19.º, temporada 1989/90 y 1998/999

Palmarés
- Campeón de la preferente:(4) - 1977/1978,1986/1987,1990/1991 y 2008/2009 )
- Campeón 3.º Regional:(1) - 1962/1963)
- Campeón copa comunidad de Madrid:(2) - 1983/1984,2002/2003)

### Torneos de verano
- Trofeo Alcarria:(1): -1978
- Trofeo XXXVIII Trofeo de la villa Navalcarnero:(1): -2016

San Fernando de Henares también ha contado con un equipo en la liga EBA de baloncesto llamado DISERMODA SAN FERNANDO, en la temporada 2001/2002. En la temporada 2002/2003 cambió de nombre por el de LEE COOPER SAN FERNANDO, y en la temporada 2004 hasta su desaparición cambiaron adoptaron el nombre de DRIBLING SAN FERNANDO, el cual bajó tras muchas temporadas rozando el descenso. En la temporada 2001/2002 quedaron los cuartos en la clasificación con 50 puntos detrás del REAL MADRID B, que quedaron 3.ª con 52 puntos.
En el año 1982 se organizó la llegada de la 16.ª etapa y la salida de la 17.ª etapa de la Vuelta ciclista a España 1982, año en el cual todavía existían como equipos punteros Kelme, Reynolds y Teka. También acogió algún paso de etapa como, por ejemplo, en la última etapa de la Vuelta ciclista a España 1998 y la 1999.
En septiembre de 1992 se disputó la final del torneo de la Comunidad de Madrid entre El Estudiantes y Real Madrid en la inauguración del pabellón polideportivo San Fernando.

### Instalaciones deportivas

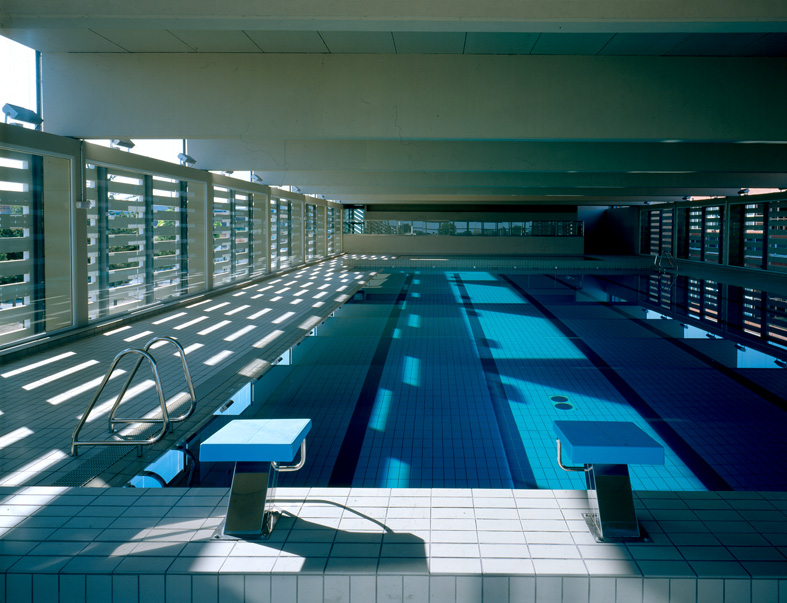
Piscina cubierta en el complejo polideportivo municipal del paseo de Los Pinos

San Fernando tiene numerosas instalaciones deportivas. Las instalaciones más importantes son las del polideportivo municipal, en la cual se encuentran las piscinas municipales de uso estival, la piscina cubierta climatizada, el spá balneario urbano (cerrado por falta de afluencia de usuarios), pistas municipales de tenis, así como para baloncesto y balonmano además del estadio municipal Santiago del Pino dotado de pistas de atletismo, y otros campos de fútbol menores de hierba artificial o tierra batida.
El pabellón Parque Henares se encuentra en la calle Vitoria y cuenta con tres pistas de baloncesto, una de fútbol sala y un "dojo" de kárate.
El Pabellón Camino de la Huerta se encuentra en la calle París, y está igualmente dotado que el anterior.
El Pabellón M-3, situado en la calle Rafael Sánchez Ferlosio, cuenta con similar dotación al Pabellón Camino de la Huerta, con configuración diferente.
Existen diferentes pistas deportivas al aire libre de uso no reglado para la práctica de baloncesto distribuidas por el municipio, como es el caso de las sitas en la avenida de San Sebastián y parque Eugenia de Montijo, además de las existentes en el parque Dolores Ibárruri que cuenta con un campo de fútbol de tierra.

## Localidades hermanadas
San Fernando de Henares está hermanada con las siguientes ciudades:
- Venaria (Italia)
- Vittoria (Italia)
- Castelnau-le-Lez (Francia)
- Campamentos saharauis
- Carabayllo (Perú)
- Guanajay (Cuba)
- Ramala (Territorios Palestinos)
- San Martín (El Salvador)
- Vaslui y Câmpia Turzii (Rumanía)[29]